# Südafrikanische Cricket-Nationalmannschaft
Die südafrikanische Cricket-Nationalmannschaft, auch bekannt als Proteas (früher Springboks), vertritt Südafrika auf internationaler Ebene in der Sportart Cricket. Das Team wird vom Verband Cricket South Africa (CSA) geleitet und ist seit 1889 Vollmitglied im International Cricket Council. Die Mannschaft besitzt somit Teststatus.
Südafrika ist die drittälteste Nationalmannschaft im Test Cricket und bestritt seinen ersten Test 1889 gegen England in Port Elizabeth. Während der Zeit der Apartheid musste Südafrika aufgrund von Boykottmaßnahmen unter anderem auf die Teilnahme an den ersten vier Cricket-Weltmeisterschaften in den Jahren 1975, 1979, 1983 und 1987 verzichten. 1991, nach dem Beginn der Verhandlungen zum Ende der Apartheid, wurde Südafrika wieder zum offiziellen internationalen Cricketbetrieb zugelassen. Seitdem gewann Südafrika die ICC KnockOut 1998, das Cricketturnier bei den Commonwealth Games 1998 und die World Test Championship 2023–2025. Größte Erfolge bei Weltmeisterschaften waren das fünfmalige Erreichen des Halbfinales bei Cricket World Cups (1992, 1999, 2007, 2015 und 2023) sowie das Erreichen des Finales beim T20 World Cup (2024). Neun ehemalige südafrikanische Spieler wurden in die ICC Cricket Hall of Fame aufgenommen.

## Geschichte

### Einführung und Verbreitung von Cricket

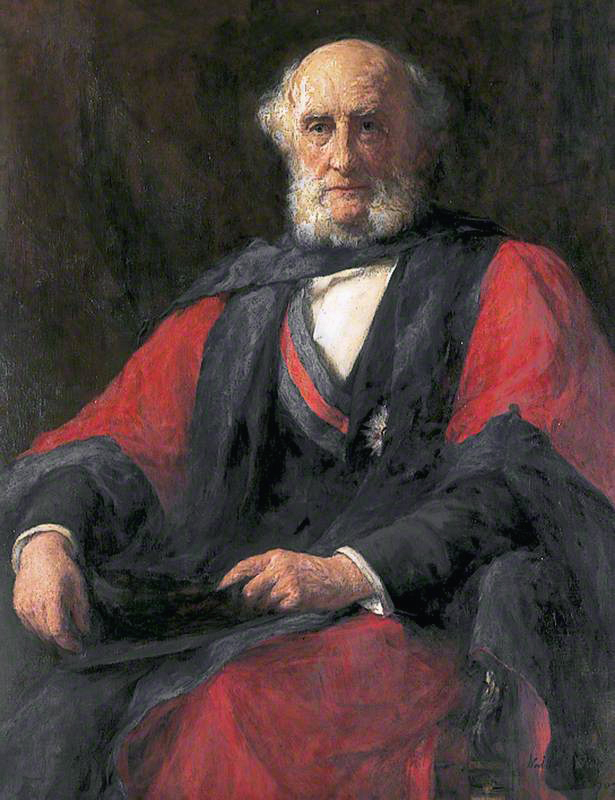
Donald Currie stiftete den Currie Cup

Wie in anderen Teilen der Welt brachten britische Siedler Cricket nach Südafrika, wo es schnell an Beliebtheit gewann. Das erste überlieferte Cricketspiel in Südafrika fand 1808 zwischen zwei Dienstmannschaften in Kapstadt um ein Preisgeld von Tausend Reichstaler statt.
1843 gründete sich der älteste Cricketclub Südafrikas, der Port Elizabeth Cricketclub. Ab 1862 fand in Kapstadt ein jährliches Turnier „Mutterland gegen in der Kolonie Geborene“ statt. Ende der 1840er Jahre breitete sich das Cricketspiel außerhalb seiner frühen Wurzeln am Kap aus und weckte auch das Interesse der Buren in den Burenrepubliken Oranje-Freistaat und Transvaal, obwohl diese überwiegend von Niederländern abstammten. 1876 schlug die Stadt Port Elizabeth die „Champion Bat“ als Turnier zwischen südafrikanischen Städten vor, folglich war Port Elizabeth der erste Austragungsort. Die Mannschaft aus King William’s Town gewann die Turniere der Jahre 1876 und 1877.
1888 finanzierte Donald Currie die erste Tour Englands nach Südafrika. Organisiert wurde sie von Robert Warton und der spätere Hollywood-Schauspieler C. Aubrey Smith führte die englische Mannschaft als Kapitän an. Diese Tour markierte rückwirkend den Beginn von First-Class- und Test Cricket in Südafrika. Currie stiftete den Currie Cup, der sich zur Trophäe der nationalen Meisterschaft zwischen den südafrikanischen Provinzmannschaften entwickelte. Bei der ersten Austragung 1889/90 gewann ihn Transvaal. Kurz nach der Einführung des verbandsorganisierten Crickets in Südafrika wurde der Sport ab den 1890er Jahren durch getrennte Verbände für die südafrikanischen Bevölkerungsgruppen organisiert.

### Erste Tests

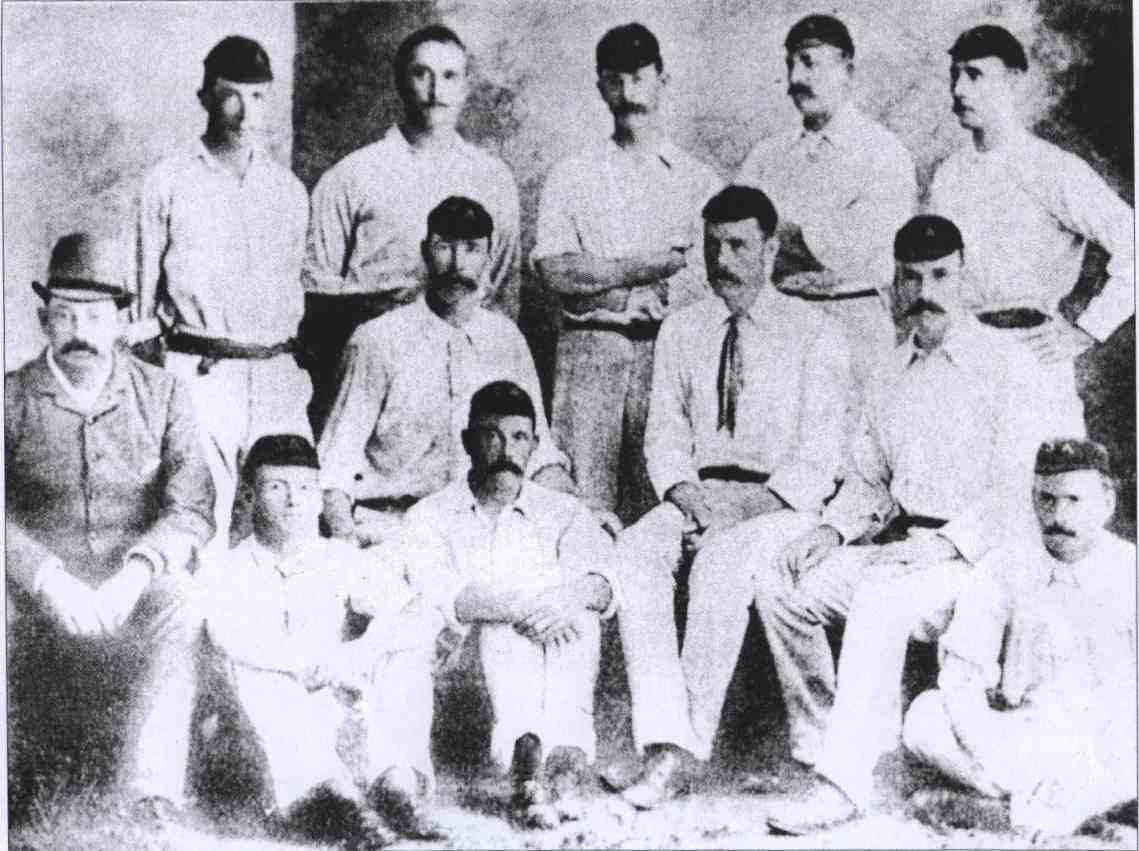
Die südafrikanische Mannschaft des ersten Tests 1889

Die erste Tour einer englischen Mannschaft nach Südafrika fand 1888/89 statt, während der Südafrika unter Kapitän Owen Dunnell sein erstes Test Match im St George’s Park in Port Elizabeth austrug und sich damit als dritte Testnation etablierte. Kurz darauf folgte der zweite Test im Newlands Cricket Ground in Kapstadt. Beide Spiele besaßen zunächst, wie alle anderen Spiele der damaligen South Africa XI gegen besuchende Mannschaften, keinen offiziellen Teststatus. Dieser Status wurde ihnen erst ab 1909 zuerkannt, nachdem Südafrika am 15. Juni 1909 zusammen mit Australien und England im Londoner Lord’s Cricket Ground die Imperial Cricket Conference (heute International Cricket Council, ICC) gegründet hatte, obschon die Südafrikanische Union erst ab 1910 bestand.
Die besuchende englische Mannschaft unter Robert Warton trat nicht als offizielle repräsentierende Mannschaft Englands an und die Presse pries die Spiele als Major Warton’s XI v/s South African XI an. Die teilnehmenden Spieler waren sich daher nicht bewusst, dass sie internationales Cricket spielten, und die südafrikanische Mannschaft galt als schwach. C. A. Smith, ein Medium-Pacer aus Sussex, führte die Mannschaft an und für zwei Spieler aus der Mannschaft Major Warton’s XI, Basil Grieve und Charles Coventry, läuteten die Tests den Beginn ihrer First-Class-Karrieren ein. Die junge südafrikanische Mannschaft stand noch am Anfang ihrer Entwicklung und verlor beide Spiele gegen England deutlich; der englische Spin-Bowler Johnny Briggs erzielte im zweiten Test in Kapstadt 15 Wickets für 28 Runs. Albert Rose-Innes schrieb dennoch Geschichte als erster südafrikanischer Bowler, der fünf Test-Wickets erzielte (in Port Elizabeth).
Südafrikas erste Tests stellen mit zehn Niederlagen ein Negativrekord unter allen heutigen Testnationen dar; erst bei der englischen Südafrikatour 1905/06 gelang in Johannesburg nach 17 Jahren der erste Sieg. Der Tiefpunkt dieser frühen unergiebigen Periode für Südafrika war die Tour der englischen Mannschaft 1895/96, als England alle drei Tests gegen Südafrika gewann. Südafrika, mit einem Team in voller Stärke, verlor die drei Tests mit jeweils 288 Runs, einem Innings und 197 Runs, sowie einem Innings und 32 Runs.

### Etablierung als Cricket-Nation

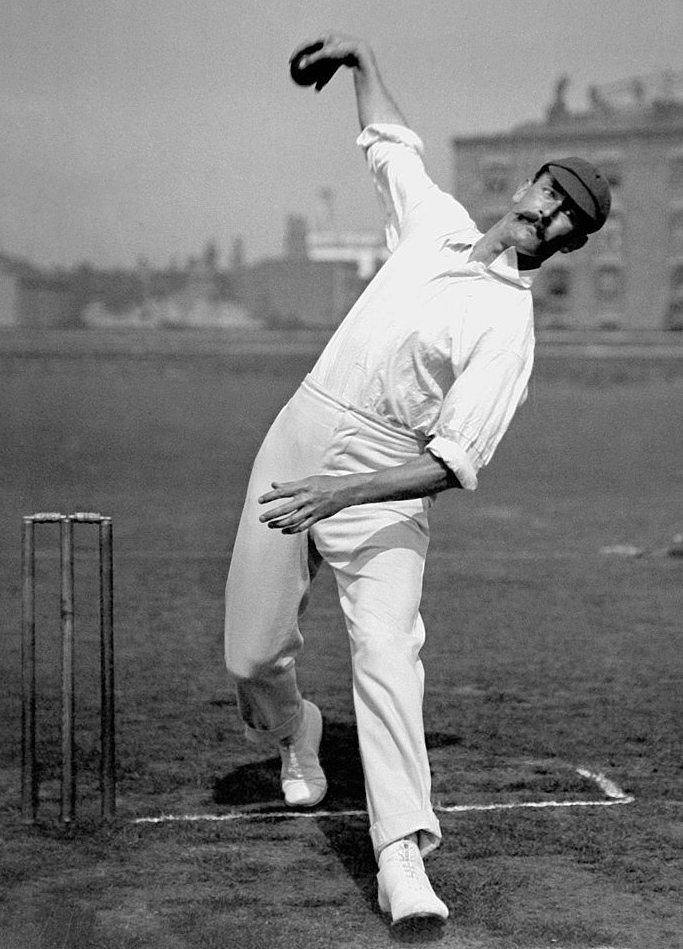
Reggie Schwarz ist Erfinder des Spin-Bowlings und der „Spin Bowling Revolution“ in Südafrika und einer der ersten besten Spin-Bowler weltweit

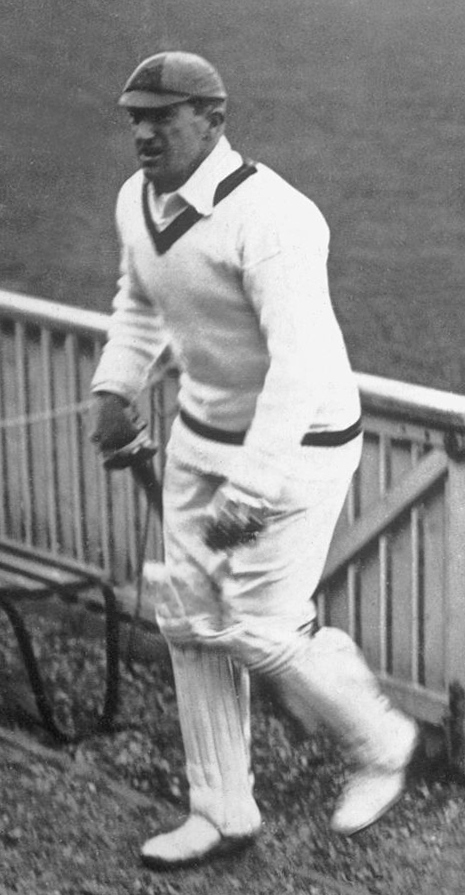
Aubrey Faulkner gilt als der erste beste All-rounder Südafrikas im internationalen Cricket. In einer legendären Testkarriere über 25 Spiele zwischen 1906 und 1924 erzielte er 1754 Runs mit einem Batting Average von 40,79 und 82 Wickets mit einem Bowling Average von 26,58

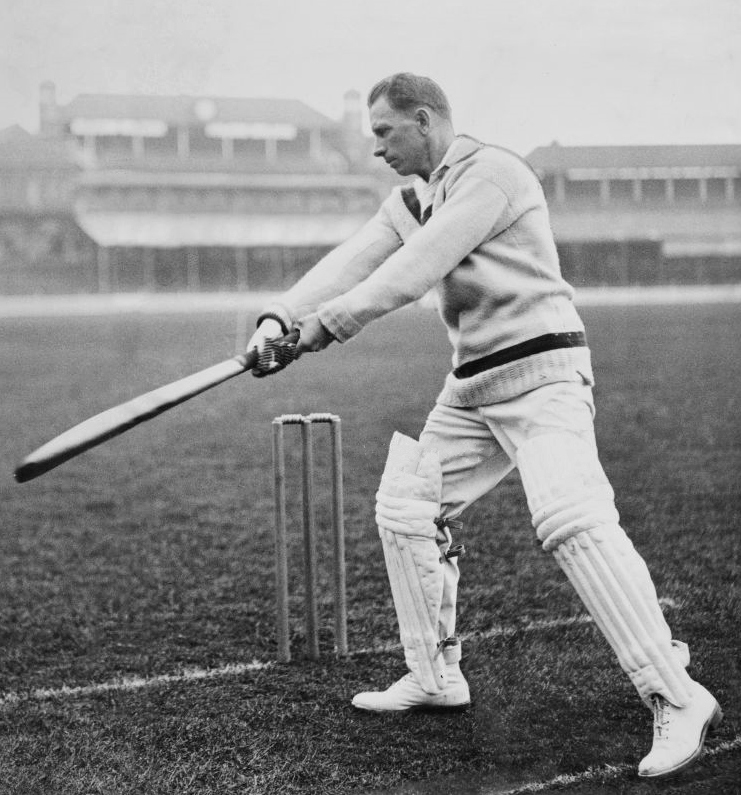
Herbie Taylor erzielte als erster Südafrikaner den Meilenstein von 2500 Runs im Test-Cricket mit einem Average von 40,77.

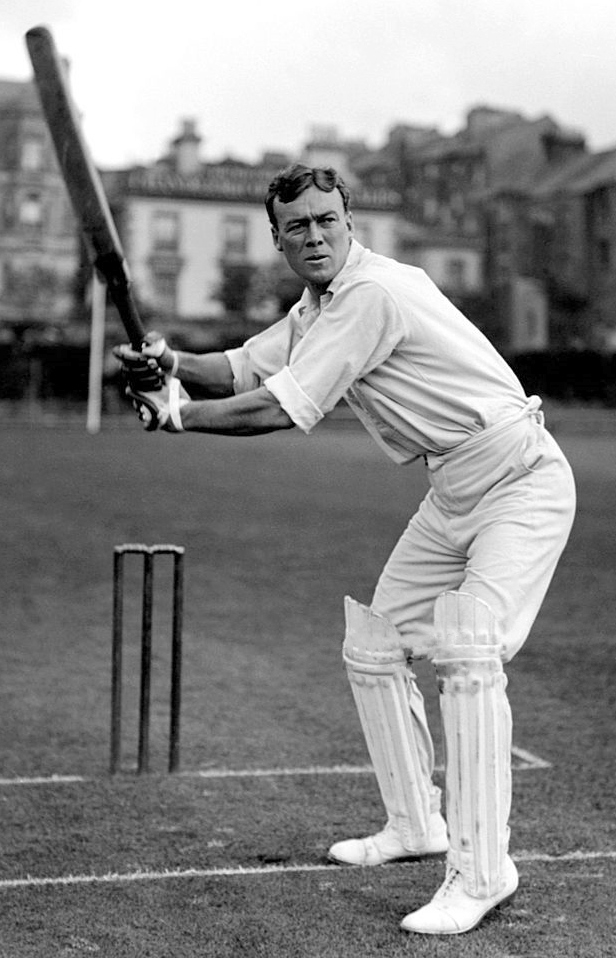
Jimmy Sinclair stellte den Rekord für die höchste Strike rate in der Geschichte des Test-Crickets auf

Im frühen 20. Jahrhundert etablierte sich die erste südafrikanische Cricketmannschaft an der Weltspitze. Neben ihren Batter wie Sinclair (der Batter mit der höchsten Strike-Rate in Tests), Nourse, Tancred, dem All-rounder Faulkner, Sherwell, Snooke und White, entwickelte Südafrika den ersten Angriff weltweit, der sich auf Spin-Bowling spezialisierte. Der beste des südafrikanischen „Spin-Quartetts“ war Reggie Schwarz, der, inspiriert vom englischen Spin-Bowler Bernard Bosanquet, als Erfinder des Spin-Bowlings gilt, und zum damals dominierenden Spin-Bowler wurde. Er teilte seine Erfahrungen des Spin-Bowlings mit Faulkner, dem Medium-Fast-Bowler Vogler und dem spezialisierten Batter White, und sie bildeten so ein Quartett, das Südafrika an der Weltspitze des Test-Crickets etablieren sollte. Ein anderer wichtiger Faktor für Südafrika waren die Leistungen der All-rounder Faulkner und Llewellyn. Faulkner galt als damals bester All-rounder im internationalen Cricket und wird zu den besten All-rounder vor dem Ersten Weltkrieg gezählt.
Australien, damals auf dem Höhepunkt im „goldenen Zeitalter des australischen Crickets“, unternahm 1902/03 eine Tour nach Südafrika. Obwohl Südafrika die Testserie von drei Tests mit 0–2 verlor, vermied es erstmals eine Niederlage, als der erste Test in Johannesburg in einem Remis endete. Dabei wurden sie von der besuchenden australischen Mannschaft gelobt und vor allem der All-rounder Llewellyn tat sich mit seinen Leistungen hervor.
Der Marylebone Cricket Club (MCC) lud Südafrika 1904 zu einer Tour nach England ein, auf der es mehrere First-Class-Spiele absolvierte, jedoch nicht als erfahren genug für offizielle Tests angesehen wurde. Die Südafrikaner gewannen zehn der 22 Spiele, einschließlich eines Remis gegen Middlesex, das damals unter den besten vier Teams der County Championship war, vor allem dank des Spin-Bowlings von Schwarz. Ihm gelang die Wiederholung seiner Leistung gegen eine englische Mannschaft in voller Stärke, und Südafrika gelang ein Überraschungssieg von 189 Runs. Das Spiel galt jedoch nicht als offizieller Test.
1905/06 erfolgte der Gegenbesuch Englands in Südafrika, bei dem es fünf Tests absolvierte. Die besuchende englische Mannschaft war eine zweite Auswahl, bei der nur Colin Blythe, Schofield Haigh und Jack Crawford regelmäßiges Cricket für England spielten. Den von Sherwell und dem „Spin-Quartett“ angeführten Südafrikanern räumte man dennoch geringe Chancen ein. Sie ließen sich davon nicht beeindrucken und erzielten in Johannesburg einen Überraschungssieg mit einem Wicket über England, was gleichzeitig ihr erster Sieg in einem Test war. Schwarz, Vogler und Faulkner bereiteten dabei den Weg für Südafrika. Im zweiten Test in Johannesburg gelang der zweite Sieg mit neun Wickets, im dritten Test ein Sieg mit 243 Runs und im fünften Test in Kapstadt ein Sieg mit einem Innings und 16 Runs, wodurch es die Testserie mit 4–1 gewann. In der Serie erzielte Schwarz 18 Wickets für 17,22 und Faulkner 14 Wickets für 19,42. Vogler war weniger erfolgreich mit neun Wickets für 22,33. Mit der Testserie etablierte sich Südafrika unter den anderen Cricket-Nationen. Der MCC kam 1907 seinem Versprechen nach und lud Südafrika für eine offizielle Testserie nach England ein. Obwohl die Testserie in England 1907 nach zwei Remis mit 1–0 zugunsten Englands endete, wurde das Quartett um Schwarz, Faulkner, Vogler und White für ihre außerordentliche Qualität des Spin-Bowling gelobt, Schwarz und Vogler erhielten im folgenden Jahr als erste Südafrikaner überhaupt die Auszeichnung als Wisden Cricketers of the Year.
Während der englischen Südafrikatour 1909/10 war der Gastgeber wieder die dominierende Mannschaft und gewann die Testserie von fünf Tests mit 3–2, nachdem es den ersten Test in Johannesburg mit 19 Runs, den zweiten Test in Durban mit 95 Runs und den vierten Test in Kapstadt mit vier Wickets gewonnen hatte. 1910/11 unternahm Südafrika seine erste Australientour. Angeführt von Clem Hill und dem Batting des Victor Trumper gewann Australien die Testserie deutlich mit 4–1, dennoch gelang Südafrika am 13. Januar 1911 der erste Auswärtssieg über Australien im dritten Test in Adelaide. Die Tour war geprägt von der Etablierung Billy Zulchs als führenden Batter Südafrikas. Nach herausragenden 150 Runs im ersten Test in Sydney bei einer deutlichen Niederlage mit einem Innings, konnte er dennoch mit 105 Runs die höchste individuelle Anzahl Runs in Südafrikas ersten Auswärtssieg in Adelaide erzielen. Geprägt war das Spiel auch von den Leistungen des All-rounders Charlie Llewellyn und dem herausragenden Bowling von Reggie Schwarz.
Danach bestritten die drei Test-Nationen Südafrika, England und Australien das Triangular Tournament 1912. Die Spin-Bowler Schwarz und White hatten bereits ihren Zenit überschritten, und Vogler hatte seine Cricket-Laufbahn bereits beendet. Außerdem sorgten Rückzüge von Schlüsselspielern wie Sherwell dafür, dass Südafrika nicht mehr als Favorit galt. Südafrika beendete das Turnier auf dem letzten Platz, dennoch ist das Turnier bedeutend für das Debüt von Herbie Taylor, der damals als einer der besten Batter galt. Das Turnier war der Schwanengesang für Schwarz und White. Das Turnier markierte auch den Höhepunkt der kurzen, aber dennoch moderat erfolgreichen Test-Laufbahn des medium pacers Sid Pegler, dessen Höhenflug mit dem Karriereende von Schwarz und Vogler zusammenfiel. Dies führte dazu, dass er für kurze Zeit der beste Bowler des südafrikanischen Angriff-Bowlings und ein durchschlagender Erfolg beim Triangular Tournament war, bevor er aufgrund seiner Verpflichtungen als kolonialer Bezirkskommissar in Nyasaland sich vom internationalen Cricket zurückziehen musste. Damit sollte sich sein großes Potenzial, das er bei dem Turnier zeigte und die Erwartungen, dass er in den darauf folgenden Jahren Eckpfeiler im südafrikanischen Bowling werden sollte, nicht mehr erfüllen.
Der herausragende Batter Herbie Taylor fungierte als südafrikanischer Kapitän für die englische Tour 1913/14, die die letzte Testserie Südafrikas vor dem Ausbruch des Ersten Weltkrieges war. Die Serie verlief für Südafrika enttäuschend, dessen Mannschaft sich bereits im Übergang befand, und sie konnte nicht an die Erfolge der vorherigen Mannschaften der Touren 1905/06 und 1909/10 anknüpfen, und verlor die Testserie von fünf Tests mit 0–4 gegen eine überzeugende englische Mannschaft unter der Flagge des MCC. Die Testserie ist dennoch denkwürdig für Herbie Taylors herausragendes Batting, womit er sich als einer der führenden Batter im internationalen Cricket etablierte, nachdem er 508 Runs mit einem Average von 50,80 gegen einen außerordentlichen Sydney Barnes erzielt hatte, der wiederum einen Rekord mit 49 Wickets für eine Bowling-Average von 10,93 erzielte. Herbie Taylors Karriere sollte sich schließlich über 20 Jahre und 42 Tests erstrecken. In diesem Zeitraum basierte das südafrikanische Batting auf ihn. Zwischen seinem Debüt 1912 und seinem Rückzug 1932 war er einer der führenden Batter weltweit. Er galt als Experte auf den in Südafrika allgegenwärtigen mattierten Pitches und erzielte sechs seiner sieben Centuries auf heimischen Pitches. Sein Batting war auch von einer schnellen Beinarbeit und einem außerordentlichen „Zurückspiel“ geprägt.
Der Erste Weltkrieg brachte eine vorläufige Unterbrechung des internationalen Cricketbetriebes mit sich. Der Currie Cub, der vorher nur während des Zweiten Burenkrieges (1899–1902) und bei englischen Touren in Südafrika nicht ausgetragen werden konnte, fiel während des Ersten Weltkrieges (1914–18) ebenfalls aus.

### Zwischenkriegszeit

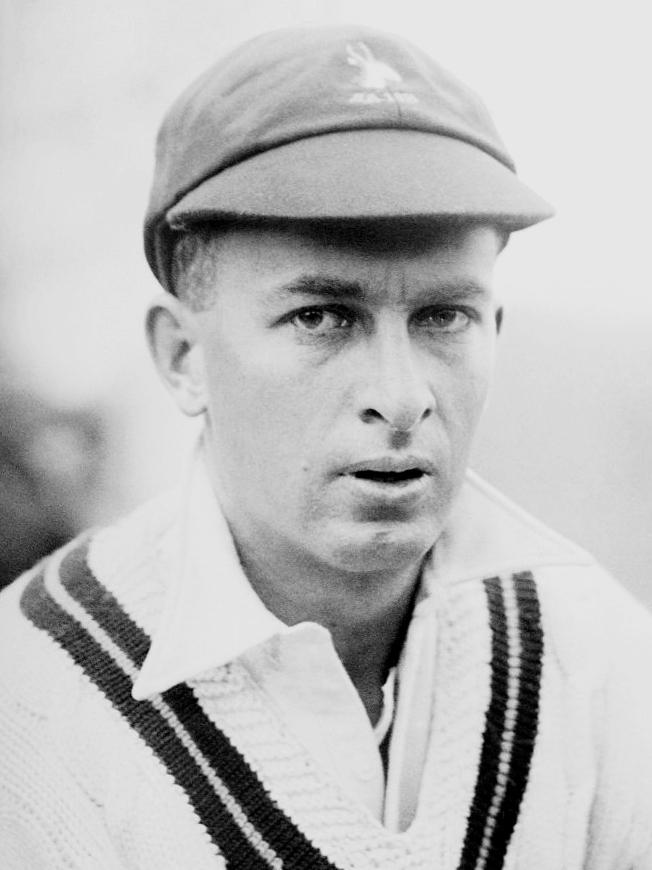
Bruce Mitchell erzielte mit 3.471 Test-Runs einen damaligen nationalen Rekord

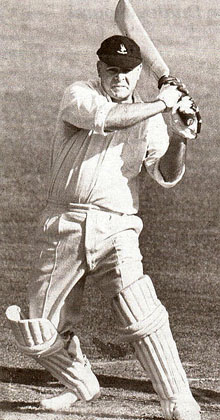
Dudley Nourse erzielte mit 2.960 Runs in 34 Tests bei einem Batting Average von 53,81 und neun Centuries ebenfalls einen nationalen Rekord

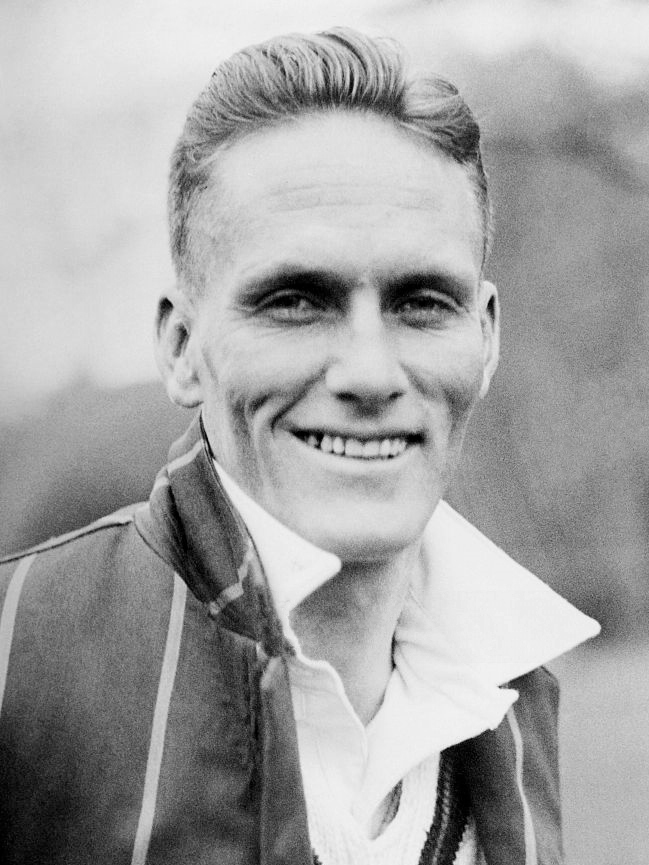
Eric Rowan erzielte insgesamt 1.965 Test-Runs und sechs Centuries

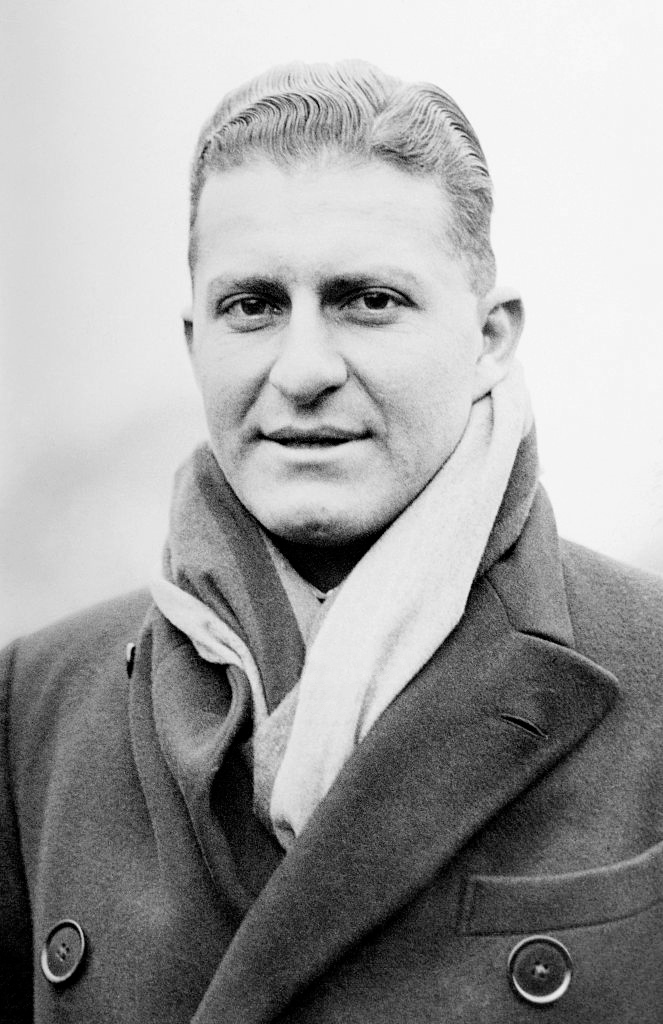
Der All-rounder Xen Balaskas erzielte 2.696 First-Class-Runs mit einem Batting Average von 28,68 und 276 Wickets für ein Bowling-Average von 24,11

Die Cricketaktivitäten in Südafrika kehrten mit der Unterzeichnung des Waffenstillstandes am 11. November 1918 zur Normalität zurück. 1919/20 spielte Südafrika gegen eine Mannschaft der Australian Imperial Force. Südafrika verlor in beiden Spielen gegen die Australier. Während der australischen Südafrikatour 1921/22 endeten die ersten beiden Tests in Durban und Johannesburg in Remis, Australien konnte die Testserie jedoch mit 1–0 gewinnen, nachdem sie den dritten Test in Kapstadt mit zehn Wickets deutlich gewonnen hatten. Südafrikas Kapitän Herbie Taylor erzielte 200 Runs mit einem Batting Average von 33,33. Claude Carter war Südafrikas bester Bowler und erzielte 15 Wickets für 21,93.
In der darauf folgenden Saison 1922/23 besuchte eine englische Mannschaft Südafrika. Wie neun Jahre zuvor war Taylor auf dem Höhepunkt seiner Leistungen. Im ersten Test in Johannesburg fungierte er als Top order Batter und erzielte im zweiten Innings herausragende 176 Runs, die zweitbeste Anzahl Runs in dem Spiel waren 50 Runs. Dabei erzielte Taylor 25 Boundaries, die meisten eines Südafrikaners gegen England überhaupt. Südafrika gewann den Test mit 168 Runs, für Taylor war es der erste Sieg als Kapitän und Testspieler. Im zweiten Test erzielte er 9 und 68 Runs, woraufhin England nur knapp mit einem Wicket gewinnen konnte. Im dritten Test fungierte er als Opening-Batter und erzielte 91 Runs und in der Partnership mit Bob Catterall 110 Runs. Der dritte Tag war aufgrund Regens nicht spielbar und der Test endete in einem Remis. Der vierte Test endete ebenfalls in einem Remis, Taylor erzielte elf Runs als Top order Batter und nach seiner Rückkehr im zweiten Innings erzielte er 101 Runs. Wisden schrieb: „Taylor, der befreit battete, als die Angst vor einer Niederlage verschwunden war, spielte ein meisterhaftes Spiel, aber er hatte auch ein wenig Glück“. Nachdem die Testserie mit 1–1 unentschieden stand, spielte man den fünften Test ohne Zeitbegrenzung, um in jedem Fall einen Gewinner zu ermitteln. Englands C. A. G. Russell erzielte zwei Centuries und Südafrika hatte eine Aufholjagd (run chase) von 344 im vierten Innings. Taylor, wieder als Top order Batter, stand für viereinhalb Stunden auf der Pitch und erzielte 102 Innings, erhielt jedoch wenig Unterstützung von seinen Mannschaftskameraden und Südafrika verlor mit 109 Runs. Taylor erzielte während der Testserie 582 Runs mit einem Batting Average von 64,66 und war der beste Batman der Serie, seine Runs waren 278 mehr als der nächstbeste Südafrikaner. Seine Anzahl Runs war damals ein neuer Rekord eines Kapitäns in Tests und wurde 1936 von Donald Bradman übertroffen, seine drei Centuries in der Testserie waren ebenfalls südafrikanischer Rekord und wurden erst 2003/04 von Jacques Kallis übertroffen. Der Wisden-Bericht zur Testserie lautete folgendermaßen: „H. W. Taylor als Batter war eine Klasse für sich“. Mit der Testserie bestätigte Taylor seinen Status als damals weltbester Batter.
Nachdem Faulkner sich 1924 aus dem Cricket zurückgezogen hatte, begann für Südafrika, das mit Taylor und Cattrell nur über zwei Weltklasse-Spieler verfügte, in den 1920er Jahren eine fruchtlose Zeit. Mit dem Debüt einer neuen Generation von Cricketspielern in den 1930er Jahren, mehr im Batting als im Bowling, verfügte Südafrika jedoch wieder über eine Nationalmannschaft von hoher Qualität. Die führenden Batter der Mannschaft waren Mitchell, Nourse, Rowan, Melville und Van der Bijl. Vor allem Nourse war bekannt für seine Hand-Augen-Koordination und sein herausragendes Fielding, einer von mehreren, über die Südafrika in der Dekade verfügen sollte. Diese natürlichen Fähigkeiten beruhten laut einer Legende auf der Weigerung seines Vaters Dave, ihn als Jugendlichen zu trainieren, woraufhin er sich gezwungen sah, sich die Prinzipien des Spieles selbst beizubringen. Diese südafrikanische Mannschaft war auch in einer anderen Hinsicht anders: Während frühere Mannschaften komplett aus Spielern britischer Herkunft bestanden, verfügte diese über Buren wie Van der Bijl und Griechen wie Balaskas; letzterer gilt als bester griechischer Cricketspieler aller Zeiten.
Vom 3. bis 14. März 1939 fand in Durban der bekannte timeless test zwischen Südafrika und England statt, der trotz seiner Länge ohne Sieger, also nur mit einem Remis endete. Das Spiel hätte noch fortgesetzt werden können, aber die englische Mannschaft wollte unbedingt die am 17. März aus Kapstadt auslaufende Athlone Castle erreichen, da ein Krieg mit Deutschland immer wahrscheinlicher schien. Wie während des Ersten Weltkrieges war auch während des Zweiten Weltkrieges der internationale Cricketbetrieb unterbrochen.

### Nach dem Zweiten Weltkrieg

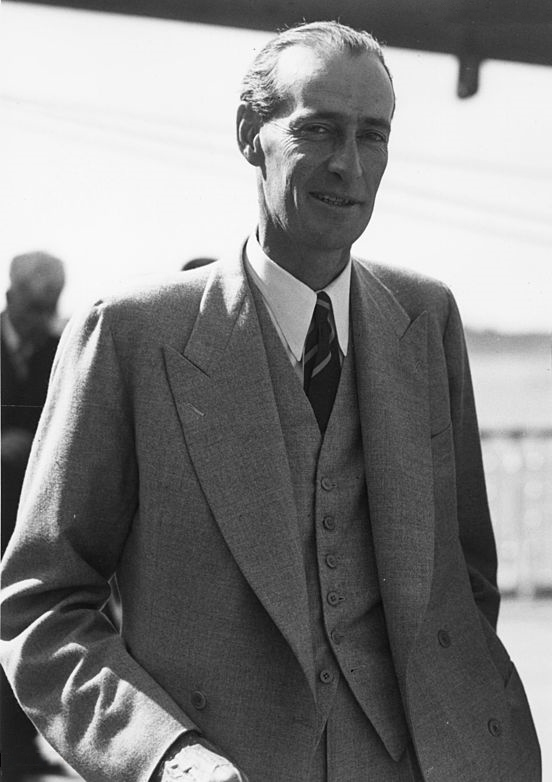
Der südafrikanische Kapitän Alan Melville, 1947

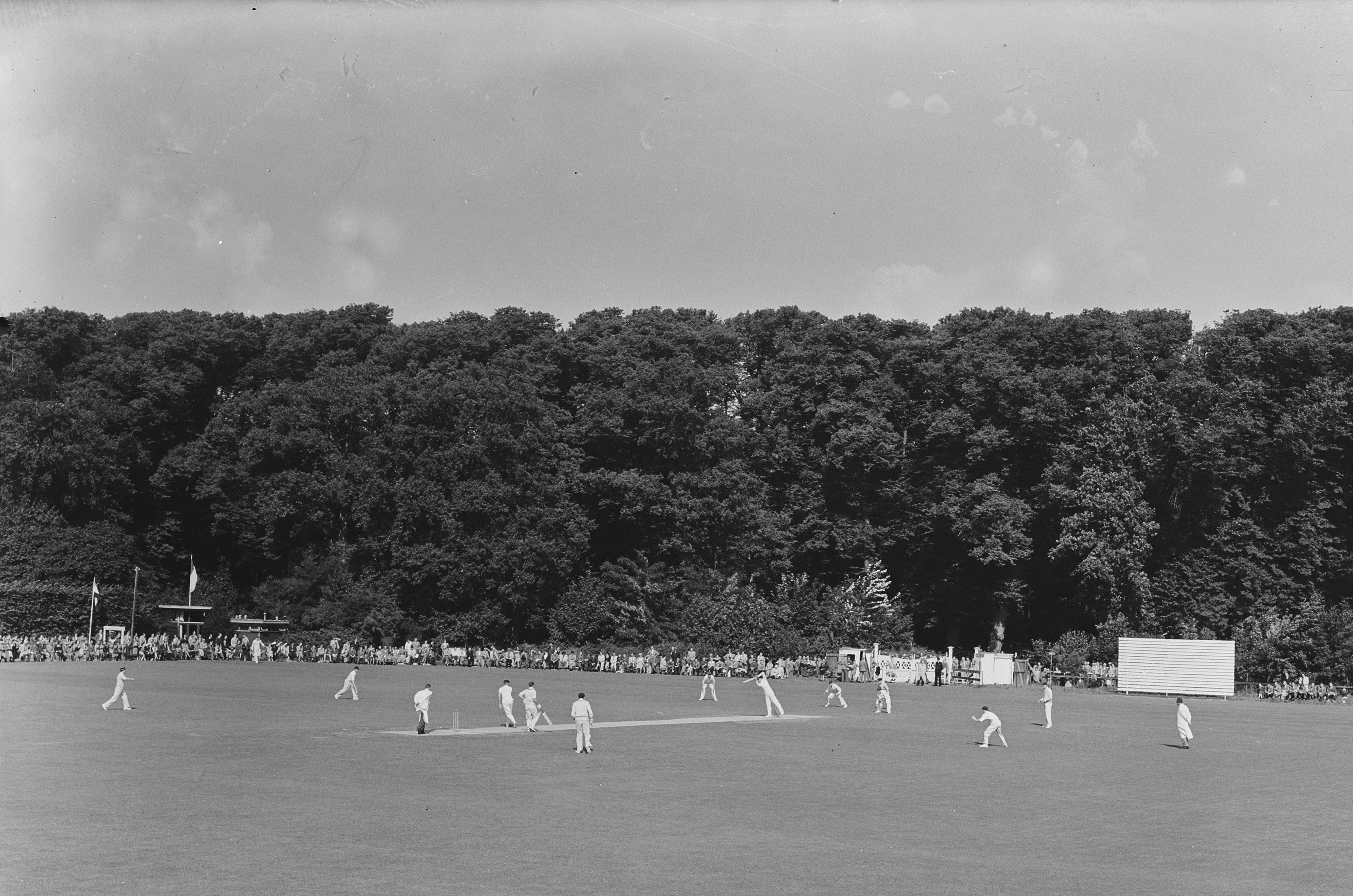
Cricketspiel der Niederlande gegen Südafrika im VRA Cricket Ground in Amstelveen am 16. September 1951

1947 erfolgte Südafrikas erste Englandtour nach dem Zweiten Weltkrieg. In Trent Bridge erzielte Alan Melville zusammen mit dem Vizekapitän Dudley Nourse mit 319 Runs eine Rekordpartnership um das dritte Wicket. Im darauf folgenden Jahr wurde Nourse, damals mit 38 Jahren Kapitän von Natal, während der englischen Südafrikatour 1948/49 Kapitän der südafrikanischen Mannschaft. Als Folge der rassistischen Apartheidsgesetze, die die Trennung der südafrikanischen Bevölkerungsgruppen ab 1948 gesetzlich verankerte, waren „Nichtweiße“ (laut der Gesetzgebung „Schwarze“, „Farbige“ oder „Inder“) nicht berechtigt, für die südafrikanische Cricket-Nationalmannschaft zu spielen.
Die Imperial Cricket Conference beschloss bei ihrer Versammlung im Juli 1961, die Frage, ob Südafrika nach dem Austritt aus dem Commonwealth of Nations seine Mitgliedschaft im Cricket-Weltverband behalten soll, zurückzustellen. In der Zwischenzeit würden Spiele zwischen Südafrika und anderen Mitgliedsländern als „inoffizielle Tests“ gelten, könnten aber möglicherweise im Nachhinein als offiziell anerkannt werden. Die Serie solcher inoffizielle Testspiele begann Anfang 1962 in Südafrika mit der Mannschaft Neuseelands. Australien drängte inzwischen auf eine Entscheidung, aber die Hauptversammlung im Juli 1962 beschloss, dass die für Südafrika gefundene Sondersituation unverändert bleiben soll. Ein nicht unwesentlicher Aspekt in dieser Lage waren zwei („weiße“) Cricketspieler, die Mitglieder des multiethnischen Teams Commonwealth XI waren: Neil Adcock und Roy McLean. Beide Sportler nahmen 1962 an zahlreichen Spielen in verschiedenen Ländern, außer in Südafrika, teil. Zudem war der südafrikanische „Coloured“ Basil D’Oliveira in England als Profispieler verpflichtet. Trotz der Regeländerungen 1964, nach denen andere Länder auch Associate Members sein konnten, reichte Südafrika keinen Antrag für eine neue Mitgliedschaft beim ICC ein. Das South African Cricket Board of Control, eine mit Vertretern aus allen Bevölkerungsgruppen zusammengesetzte Institution, drängte auf internationale Anerkennung unter Ausschluss der ausschließlich „weiß“ zusammengesetzten South African Cricket Association.
Im Februar und März 1964 tourte das südafrikanische Team nach Australien und anschließend nach Neuseeland. Dabei kam es zu Protesten aus dem Kreise von Gewerkschaften und Studenten gegen die Apartheidsverhältnisse. In Wellington wurde das Wicket zerstört, bevor das Spiel beginnen konnte. Der Manager der südafrikanischen Mannschaft, Ken Viljoen, zeigte sich über die geringe Zuschauerbeteiligung während des Aufenthaltes enttäuscht. Seinen größten Erfolg der Vor-Boykott-Ära feierte Südafrika in der Saison 1969/1970 durch einen überlegenen 4–0-Sieg in der Heim-Testserie gegen Australien.
Im Jahr 1970 schloss die ICC Südafrika endgültig aus. Schon vorher hatten nur England, Australien und Neuseeland gegen die Südafrikaner gespielt, während sie von Ländern wie den West Indies und Indien bereits boykottiert worden waren. Großen Einfluss auf diese Entscheidung hatte sowohl die Affäre um den für England antretenden D’Oliveira (der nie für Südafrika spielen sollte) im Jahr 1968 als auch starke Proteste gegen die für 1970 geplante (und schließlich abgesagte) Englandtour. So war die Tour Australiens zu Beginn der Saison 1969/70 die letzte offizielle internationale Tour Südafrikas bis zur Wiederaufnahme.

### Sportliche Isolierung während der Apartheid und „Rebelltouren“
Bis zum Ausschluss Südafrikas von den Olympischen Sommerspielen 1964 und der Zuspitzung in der Affäre rund um D’Oliveira durften ausschließlich „weiße“ Athleten Südafrika im internationalen Sport repräsentieren. Die Antiapartheidsbewegung ließ das ICC 1970 ein Moratorium über Touren annehmen. Diese Entscheidung bedeutete das Aus für die internationalen Karrieren einiger der weltbesten Spieler wie Graeme Pollock, Barry Richards oder Mike Procter. Es führte auch dazu, dass einige Südafrikaner später für andere Länder antraten, beispielsweise Allan Lamb und Robin Smith für England oder Kepler Wessels für Australien. Die Unterzeichnung der Gleneagles-Vereinbarung durch 33 Commonwealth-Mitgliedstaaten am 15. Juni 1977 verschärfte die sportliche Isolierung Südafrikas noch mehr. Sie sah die systematische Abkopplung des Landes von der Sportwelt des Commonwealth vor, um auf diesem Wege gegen die Apartheidpolitik vorzugehen. Die Vereinbarung enthielt auch Sanktionsmöglichkeiten für Mitglieder, die sich gegen diese Vereinbarung verhalten würden und das Abkommen plädierte für den Ausschluss von nachweislich rassistisch orientierten Vereinigungen im internationalen Sportgeschehen. Sowohl bei der ersten Weltmeisterschaft 1975 als auch bei den darauf folgenden Weltmeisterschaften 1979, 1983 und 1987 war Südafrika nicht teilnahmeberechtigt.
Der Boykott führte zu einem Umdenken in der Sportadministration und der Auswahl der Sportart in der Bevölkerung, allen voran im Cricket. 1976 wurde die South African Cricket Union (SACU) gegründet, um den Sport auf eine „multiethnische“ und „leistungsorientierte“ Weise, sogenanntes „normales“ Cricket, zu leiten. Die SACU fühlte sich verpflichtet, das Cricket in Südafrika am Leben zu halten. Dies brachte jedoch nur eine geringe Beteiligung der angesprochenen Bevölkerungsgruppen mit sich und führte nicht zur angestrebten Wiederzulassung im internationalen Cricket. Die ICC-Mitglieder Indien, Pakistan und West Indies ließen verlauten, dass sie Südafrika erst nach dem Ende der Apartheid wieder zulassen würden. Als Folge dieser Entkopplung vom internationalen Sportgeschehen versuchte der südafrikanische Verband, mehrere Cricket-Nationen dazu zu bewegen, „Rebelltouren“ nach Südafrika zu unternehmen, um das Sportgeschehen im Land aufrechtzuerhalten. Diese Touren stießen jedoch bei den Cricketverbänden und Regierungen der jeweiligen Länder, der International Cricket Conference und den Vereinten Nationen auf Widerstand.
Die erste Rebelltour einer englischen Mannschaft fand 1982 statt. Graham Gooch führte das aus zwölf Spielern bestehende Team an. Darunter waren elf mit Testerfahrung, die einwilligten, eine einmonatige Südafrikatour zu unternehmen. Informationen zur Tour wurden erst bei Ankunft des Teams in Johannesburg veröffentlicht. Man erwartete nur kurzen öffentlichen Aufschrei und kaum Protest seitens des ICC. Stattdessen entwickelte sich die Tour zum Gegenstand weltweiter Empörung durch Presse und Politiker und das britische Parlament bezeichnete die beteiligten Spieler als „das dreckige Dutzend“ (the Dirty Dozen). In Südafrika waren die Reaktionen jedoch entgegengesetzt. Die damalige Regierung und „weiße“ Zeitungen priesen die Rückkehr offiziellen internationalen Crickets nach Südafrika. Es hieß, dass eine englische Mannschaft in voller Stärke nach Südafrika getourt sei, mit Ausnahme von Ian Botham. Südafrika, angeführt von Mike Procter, gewann die „Testserie“ mit 1–0 und die „ODI“-Serie mit 3–0. Allen beteiligten Spielern Englands wurden nach der Tour Dreijahressperren vom internationalen Cricket auferlegt, womit die Karrieren mehrerer Spieler zu Ende gingen, darunter Geoffrey Boycott, dem damals führenden run-scorer im Test Cricket.
Die nächste Rebelltour wagte im Oktober 1982 Sri Lanka, das im selben Jahr Teststatus erhalten und seinen ersten Test im Februar in Colombo gegen England gespielt hatte. Bandula Warnapuras Mannschaft unterlag mit sieben Wickets gegen eine erfahrene Mannschaft und sollte noch vier weitere Tests im Laufe des Jahres verlieren. Das Team trat nach den Initialen ihres Spielmanagers Anthony Ralph Opatha und des Gastgebers als Arosa Sri Lanka an. Die Spieler wurden daraufhin in Indien, Pakistan, der Karibik und in ihrer Heimat stark kritisiert. Südafrika gewann alle vier „ODIs“ und beide „Tests“. Den an der Rebelltour teilnehmenden Sri-Lankern auferlegte der Board of Control for Cricket in Sri Lanka lebenslange Sperren. Keiner der 14 Beteiligten spielte jemals wieder internationales Cricket für den Inselstaat; Aponso trat im Alter von 43 Jahren beim Cricket World Cup 1996 für die Niederlande an.
Darauf folgte eine Rebelltour seitens talentierter, aber nicht für das West Indies Cricket Team berufener Spieler nach Südafrika. First-Class-Spieler in der Karibik erhielten damals nicht die Vergütung wie in den meisten Cricket-Nationen und außerhalb der Saison boten sich ihnen wenig Arbeitsgelegenheiten. Die West Indies verfügten über ein wahres Überangebot an Talenten und viele Spieler waren enttäuscht, dass sie trotz guter Leistungen vom West Indies Cricket Board nicht für die „Nationalmannschaft“ berücksichtigt wurden. Aus südafrikanischer Sicht erwiesen sich die Rebellen aus der Karibik als erste echte Herausforderung und es gewann die „ODI“-Serie mit 4–2, während die „Testserie“ gleichauf mit 1–1 endete. Die West Indies hatten vier Weltmeister von 1979 in ihren Reihen. Außerhalb des Spielfeldes war Südafrika von schweren Unruhen geprägt, da die Botha-Regierung jeden Widerstand der „schwarzen“ Bevölkerungsmehrheit unterdrückte und sie vom neuen „multiethnischen“ Parlament ausschloss. Diese Unterdrückung ging einher mit gewaltsamen Auftreten der Regierung und der umstrittenen Rolle der westindischen Spieler, die in den Townships zwar Verehrung erfuhren, jedoch mit dem verachteten Apartheidssystem zusammenarbeiten. Die beteiligten Spieler erhielten 1983 lebenslange Sperren auferlegt. In vielen Bereichen wurden sie sozial und beruflich geächtet und ihnen widerfuhren Feindseligkeiten. Im Gegensatz dazu blieben sie bei „schwarzen“ und „weißen“ Südafrikanern in guter Erinnerung und hinterließen ein positives Beispiel in der Zusammenarbeit verschiedener Bevölkerungsgruppen. Es war eine der wenigen Momente während der Apartheid, bei dem „Schwarze“ und „Weiße“ im südafrikanischen Sportgeschehen zusammengearbeitet hatten. Die Sperren der Spieler blieben bis 1989 in Kraft. Bis in die Gegenwart bleibt jedoch die westindische Rebelltour umstritten.
Die erste australische Rebelltour 1985–86 wurde vom früheren Testkapitän Kim Hughes angeführt und schwächte die offizielle australische Test-Nationalmannschaft, die mehrere der besten Spieler daran beteiligt waren. Südafrika gewann die „Testserie“ von zwei Spielen mit 1–0. Der damalige australische Premierminister Bob Hawke nannte die Rebellen „Verräter“ und die Tour gilt in der Retroperspektive als „einer der schmerzhaftesten und traumatischsten Momente in der australischen Cricket-Geschichte“ (one of the most painful and traumatic moments in Australian cricket history). Hughes beschuldigte das Australian Cricket Board, die Unzufriedenheit unter den Spielern erhöht zu haben, was die Rekrutierung für die Rebellentour erleichtert habe. 1986–87 folgte noch eine zweite Rebelltour der Australier, die Südafrika ebenfalls mit 1–0 gewann. Die Situation rund um die Apartheid prägte das Geschehen auf dem Spielfeld. Zeitungsberichte im Januar 1986 enthüllten, was „nichtweiße“ Wortführer in Südafrika und Antiapartheidsaktivisten weltweit schon länger vermutet hatten: Die Touren wurden nicht von Unternehmen finanziert, wie das SACU immer behauptet hatte, sondern von der südafrikanischen Regierung mittels großer Steuererleichterungen.
1990 folgte die letzte englische Rebelltour unter deren Kapitän Mike Gatting. Südafrika gewann den einzigen „Test“ der Tour und die anderen Spiele mit 3–1. Mit den politischen Veränderungen in Südafrika entwickelte sich die englische Rebelltour zu einem finanziellen Desaster. SACU-Verbandspräsident Ali Bacher zeigte sich von den Massenprotesten gegen diese Tour überrascht, da bisherige Touren innerhalb des Landes bisher ohne großes Aufsehen vonstattengegangen waren. Die für die Saison 1990–91 geplante englische Rebelltour wurde aufgrund der politischen Veränderungen in Südafrika gestrichen.
Nach einem Jahrzehnt der Isolation lag das südafrikanische Cricket am Boden: Das Niveau, die Zuschauerzahlen und die Teilnahme der Kinder nahmen ab. Außerhalb Südafrikas machte das Cricket zahlreiche Veränderungen wie den World Cup und die World Series Cricket durch, Südafrika war jedoch von allen Turnieren ausgeschlossen. Bereits 1979 meinte Doug Insole, ein englischer Vertreter beim ICC zu Bacher: „Vergesst es, vor dem Ende der Apartheid zurück ins Weltcricket zu kommen“ (Until apartheid goes, you can forget about getting back into world cricket). Allen Spielen während der Rebelltouren wurde im Nachhinein zunächst First-Class-Status zuerkannt, was das ICC 1993 jedoch wieder zurücknahm.

### Cricket in der „Regenbogennation“

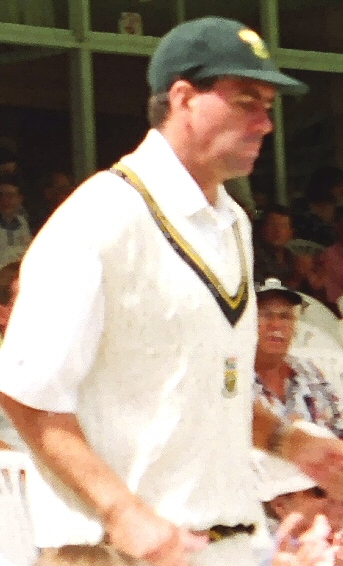
Der Batter Hansie Cronje, Südafrikas Kapitän in den 1990er Jahren

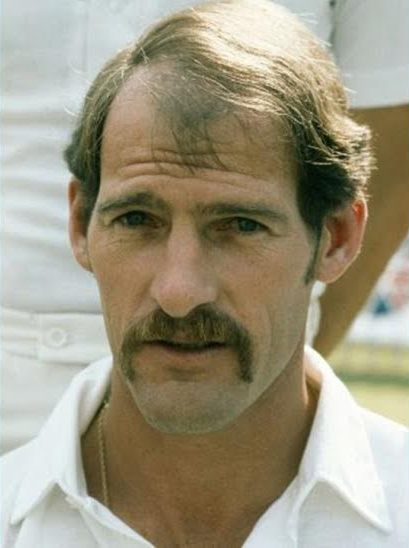
Clive Rice gilt als einer der besten All-rounder der frühen 1990er Jahre

Am 2. Februar 1990 verkündete der neue Staatspräsident Südafrikas, Frederik Willem de Klerk, tiefgreifende politische Veränderungen, die zur Legalisierung des African National Congress (ANC), zur Freilassung Nelson Mandelas, zur Beendigung der Apartheid und zu den ersten demokratischen Wahlen für alle Südafrikaner führten. Nach dem Ende der Apartheid nahm der ICC Südafrika 1991 wieder als Test-Cricket-Nation auf. Bekannte Spieler des ersten Nach-Apartheid-Jahrzehnts waren unter anderem der Fast-Bowler Allan Donald, der Batter Gary Kirsten und der damals als weltbester Feldspieler geltende Jonty Rhodes (möglicherweise der einzige Spieler der Cricketgeschichte, der nicht in erster Linie als Batter, Bowler oder Wicket-Keeper bekannt wurde). Am 10. November 1991 fand das erste offizielle Länderspiel Südafrikas seit 1970 (gleichzeitig ihr erstes One-Day International überhaupt) gegen Indien in Kalkutta statt, Clive Rice war ihr Kapitän. Südafrika, mit Kepler Wessels als Kapitän, spielte seinen ersten Test seit der Wiederzulassung im April 1992 in den West Indies. Den Test in Bridgetown, Barbados verlor Südafrika mit 52 Runs. Nachdem die südafrikanische Regierung das Referendum zur Abschaffung der Apartheid angekündigt hatte, gewährte das ICC der überraschten Nationalmannschaft die Teilnahme an der Weltmeisterschaft 1992 in Australien und Neuseeland. Nelson Mandelas ANC warb ausdrücklich für die Teilnahme der Nationalmannschaft an dem Turnier. Omar Henry war der einzige „nichtweiße“ Spieler im Kader der Südafrikaner, die das Land erstmals bei einem internationalen sportlichen Großereignis vertraten. Das Referendum selbst fand kurz vor dem Ende der Weltmeisterschaft statt und endete mit einer deutlichen Unterstützung der stimmberechtigten „weißen“ Bevölkerung für den Regierungskurs. Bei dem Turnier drang Südafrika überraschend bis ins Halbfinale vor, unterlag dort jedoch gegen England mit 19 Runs, nachdem die umstrittene rain rule für Südafrika ein neues Ziel vorgegeben hatte. Diese Regel wird meist für Südafrikas Scheitern in dem Turnier verantwortlich gemacht. Die Duckworth-Lewis Method wurde erst später eingeführt.
Seit Südafrikas Wiederzulassung 1992 erzielte es gemischte Resultate. Bei Turnieren, d. h. in One-Day Internationals (ODI-) und im T20I-Cricket, hat Südafrika meist unter seinen Möglichkeiten abgeschnitten und sich den Ruf erworben, im entscheidenden Moment zu versagen („chokers“). Trotz teilweise starker Leistungen in den Gruppenphasen, ist es Südafrika bis heute erst einmal gelungen, ein Spiel in der Knockout-Phase eines Cricket-World-Cup-Turniers zu gewinnen. Bei der Weltmeisterschaft 1996 in Indien/Pakistan/Sri Lanka wurden zwar alle fünf Vorrundenspiele gewonnen, aber mit der ersten Niederlage im Viertelfinale gegen die West Indies folgte schnell das Aus. Jedoch gewann das Team 1998 die erste ICC Champions Trophy gegen die West Indies und im selben Jahr auch das bisher einzige Cricketturnier bei den Commonwealth Games 1998 in Malaysia.
In den 1990er Jahren führte Südafrika, wie auch in anderen Sportarten, ein Quotensystem ein, um „nichtweißen“ Spielern den Zugang zum Leistungssport zu ermöglichen. Der erste rein „schwarze“ Spieler Südafrikas war 1998 der Fast-Bowler Makhaya Ntini. Während des World Cups 1999 in England widerfuhr Herschelle Gibbs im wichtigen Zwischenrundenspiel gegen Australien das Missgeschick, den eigentlich schon gefangenen Ball – beim Versuch diesen jubelnd in die Höhe zu werfen – fallen zu lassen und damit den australischen Kapitän Steve Waugh weiter im Spiel zu lassen. Dieser bedankte sich durch einen spielentscheidenden Century, was Australien den benötigten Sieg für das Erreichen des Halbfinales einbrachte. In diesem trafen unmittelbar danach beide Mannschaften wieder aufeinander. Südafrika verspielte im letzten Over des Spiels den sicher geglaubten Sieg durch ein Missverständnis ihrer beiden Batter und erreichte nur zu Unentschieden, was Australien nach den Vorrundenergebnissen die Finalteilnahme sicherte. Das Halbfinale gilt als eines der besten ODIs in der Cricketgeschichte. Australien errang dann auch den Weltmeistertitel.

### Auf und Ab im neuen Jahrtausend

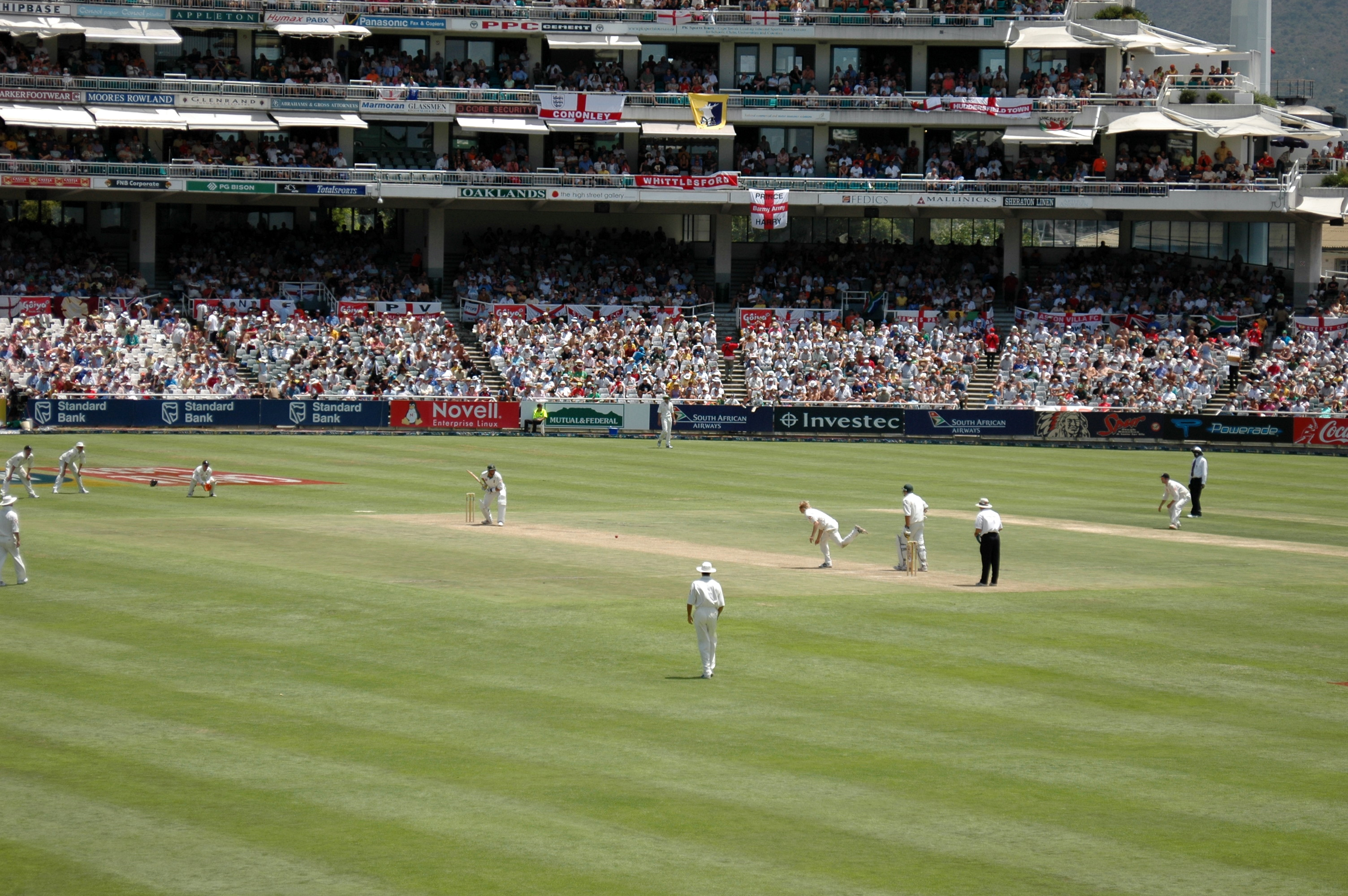
Test zwischen Südafrika und England im Januar 2005 in Newlands, Kapstadt

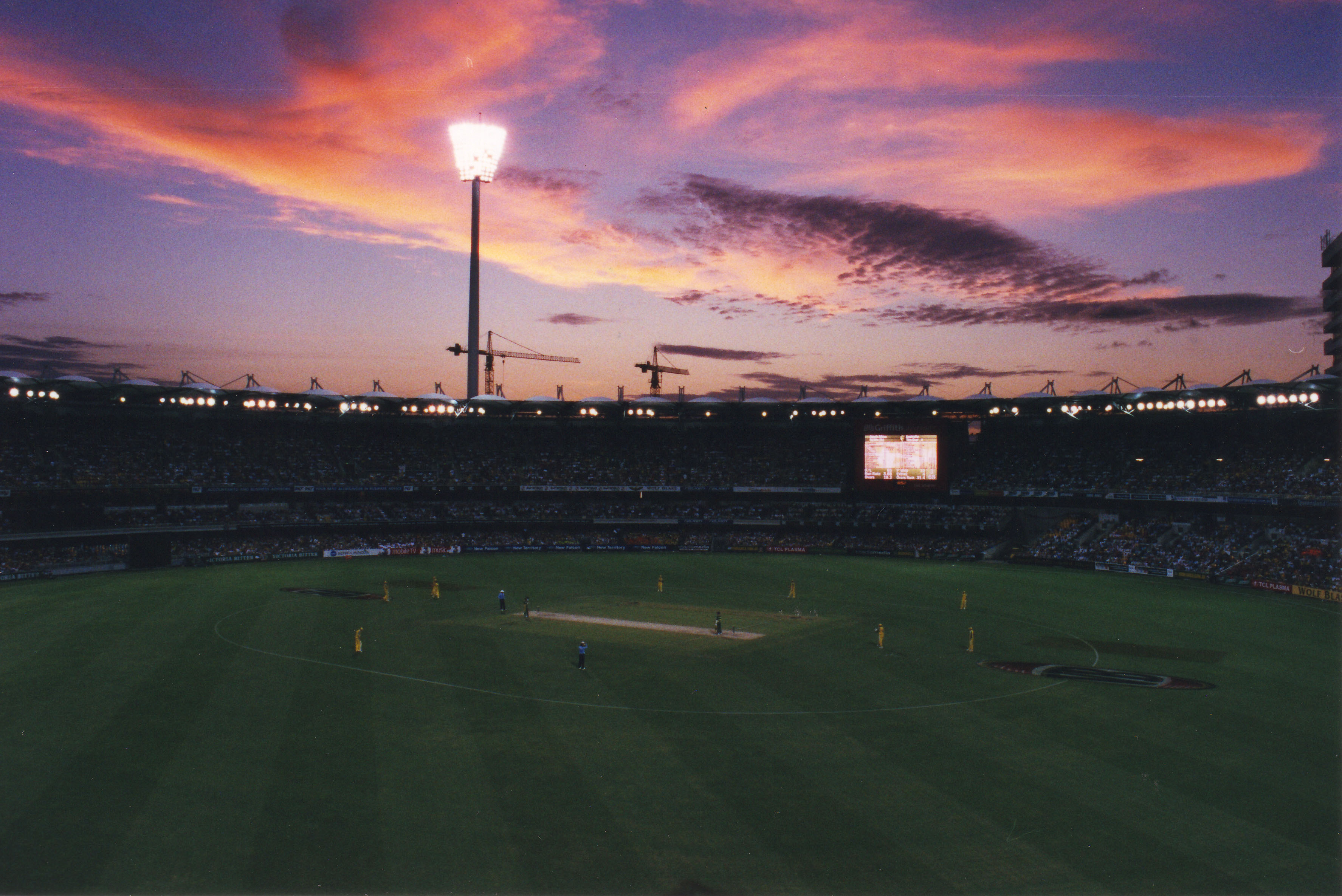
ODI zwischen Australien und Südafrika im Dezember 2006 in Brisbane

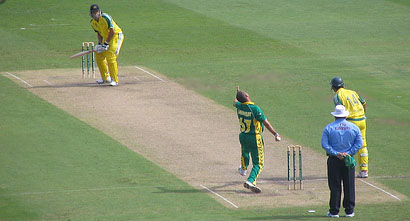
Südafrika bowlt 2007 gegen Australien

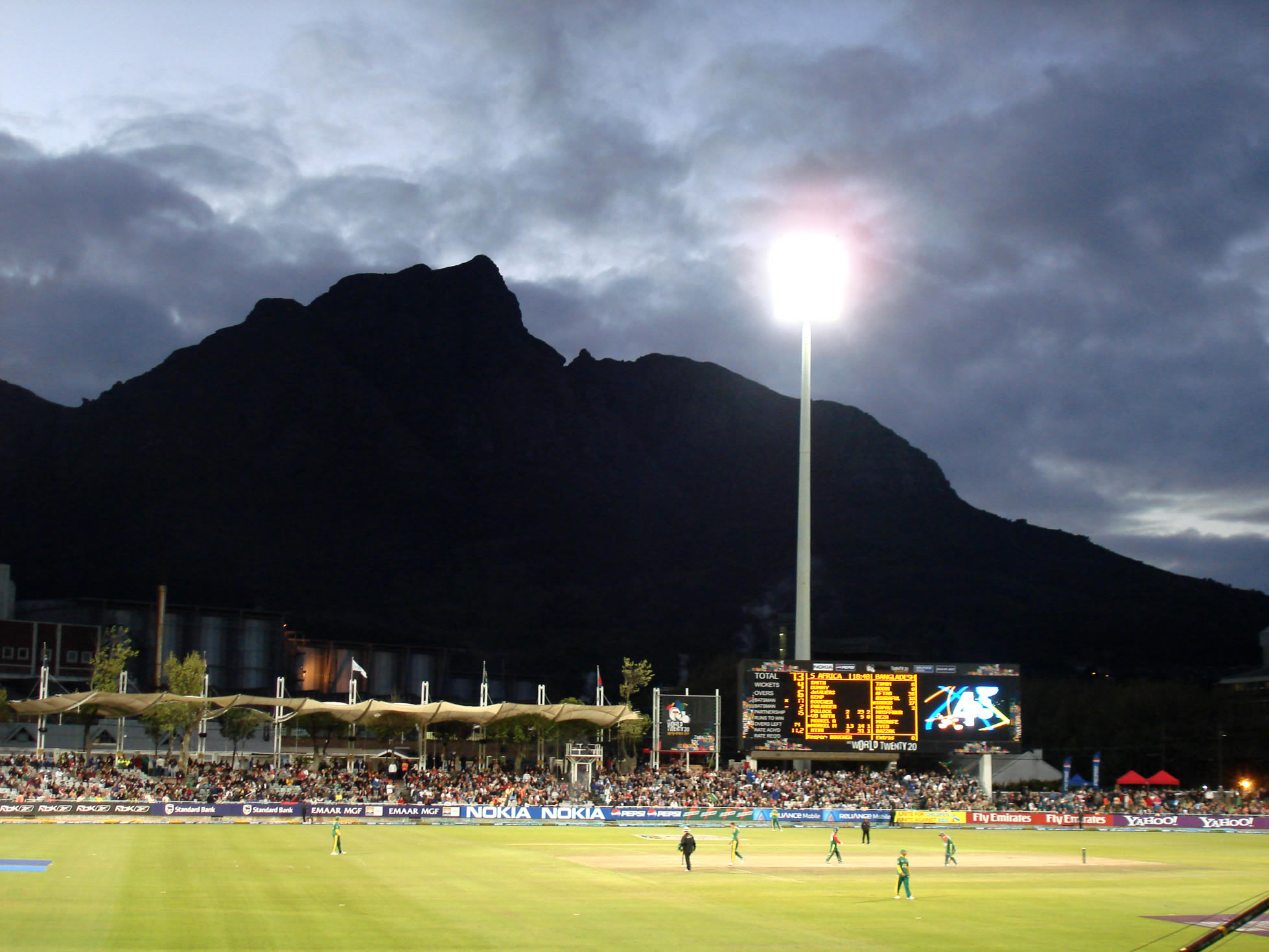
Spiel zwischen Bangladesch und Südafrika in Kapstadt während der World Twenty20 2007

Im April 2000 erschütterte ein Wettskandal das südafrikanische Cricket, wobei vor allem Kapitän und Batter Hansie Cronje darin verwickelt war. Am 11. Oktober wurde gegen ihn deshalb eine lebenslange Sperre ausgesprochen. Cronje kam am 1. Juni 2002 bei einem Flugzeugabsturz in Südafrika ums Leben.
Bei der Weltmeisterschaft 2003 galt der Gastgeber Südafrika als Favorit, kam jedoch nicht über die Vorrunde hinaus. Schuld daran war vor allem ein Missverständnis darüber, wie viele Runs die Mannschaft im letzten Gruppenspiel gegen Sri Lanka benötigte, da das Spiel durch den sich ankündigenden Regen kurz vor dem Abbruch stand. Südafrika konnte aber noch gewinnen, da auf jeden Fall bis dahin genügend Over absolviert waren, um das Spiel werten zu können. Ihr Kapitän und Star-Allrounder Shaun Pollock las die Duckworth-Lewis-Tabelle jedoch falsch ab und informierte seine beiden Batter daher falsch, weil er glaubte, die zum Sieg benötigte Punktzahl (target) sei um eins geringer als sie tatsächlich war. Das Spiel ging dann genau mit einem Run verloren. Pollock trat danach als Kapitän zurück, spielte aber noch fünf Jahre erfolgreich für Südafrika; Graeme Smith wurde neuer Kapitän Südafrikas. Die Presse kritisierte die Mannschaft auch, als sie bei internationalen Turnieren wie der ICC Champions Trophy 2002 und der ICC World Twenty20 2007 entscheidende Spiele verlor. 2004 war der Batter Hashim Amla der erste Nationalspieler indischer Abstammung.
Nach dem Rückzug von Allan Donald und Shaun Pollock musste die Mannschaft wieder von neuem beginnen. Graeme Smith wurde Kapitän und nachdem sich sowohl Smith als auch Jacques Kallis verletzt hatten, wurde Ashwell Prince am 12. Juli 2006 neuer Test-Kapitän. Im Alter von 29 war er der erste „nichtweiße“ Kapitän in der früher von „Weißen“ dominierten Cricket-Nationalmannschaft. Obwohl die Regierung 2007 das Qutotensystem 2007 widerrief, musste laut einer neuen Regel aus dem Jahr 2016 die Mannschaft für internationale Spiele mindestens sechs „schwarze“ Spieler, darunter zwei „schwarze“ Afrikaner, nominieren.
Südafrika hält den Rekord für die höchste erfolgreiche run chase in One-Day Internationals, als die Nationalmannschaft am 12. März 2006 in Johannesburg mit 438–9 in 49,5 Over, also mit dem vorletzten Ball, Australien noch den Sieg wegschnappten. Das Spiel wird heute als eines der besten One-Day International aller Zeiten betrachtet.
Bei der Weltmeisterschaft 2007 in den West Indies taumelte die Mannschaft, trotz starkem Start in das Turnier und deutlichen Siegen über England, die West Indies, Irland, die Niederlande und Schottland, sowie einem knappen Sieg über Sri Lanka, aber auch enttäuschenden Niederlagen gegen Australien, Neuseeland und Bangladesch, woraufhin sie die Gruppenphase nicht als Tabellenerster abschließen konnte. Im Halbfinale gegen Australien erzielte Südafrika mit nur 149 Runs sein niedrigstes Ergebnis bei Weltmeisterschaften und wurde danach von Australien mit sieben Wickets besiegt.
Bei der Weltmeisterschaft 2011 in Indien/Sri Lanka/Bangladesch schloss Südafrika seine Gruppe B als Erstplatzierter ab, nachdem es alle Spiele gewonnen hatte, einschließlich jenes gegen Gastgeber Indien. Im Viertelfinale verlor es jedoch gegen Neuseeland, nachdem Südafrika auf dramatische Weise zusammengebrochen war und acht Wickets für lediglich 68 Runs verloren hatte. Im Gruppenspiel in Mohali besiegte Südafrika die Niederlande mit 231 Runs. Dieser Sieg ist der vierthöchste bisher bei Weltmeisterschaften und der höchste für Südafrika; er ist auch der zweithöchste ODI-Sieg Südafrikas. Die Partnership von 87 Runs zwischen JP Duminy und Colin Ingram ist die höchste für Südafrikas Middle order Batter bei Weltmeisterschaften. Die bis dahin höchste für Südafrika war die Partnership zwischen Hansie Cronje und Shaun Pollock gegen Simbabwe 1997 an gleicher Position, die 137 Runs erzielten. Der Sieg ist auch Südafrikas insgesamt siebter mit einem Ergebnis von mehr als 100 Runs bei Weltmeisterschaften.
Mit der Nominierung von Qualitätsspielern wie AB de Villiers und Hashim Amla begann sich die südafrikanische Cricket-Mannschaft in den unterschiedlichen Ranglisten des ICC zu verbessern. Nach dem Rückzug vieler Schlüsselspieler aus der australischen Mannschaft, die in den frühen 2000er Jahren dominierten, war der Wettlauf um den ersten Platz der ICC Test Championship eröffnet, nachdem sowohl Indien als auch England den ersten Platz nur für kurze Zeit innegehabt hatten. Südafrika unternahm 2012 eine Englandtour, dessen Gewinner der drei Tests den ersten Platz in der Test-Rangliste belegen sollte. Südafrika gewann die Testserie deutlich mit 2–0 und nahm den ersten Platz in der Weltrangliste ein, den es ab 20. August für ein volles Kalenderjahr innehatte. Acht Tage später, am 28. August 2012, wurde Südafrika die erste Mannschaft, die in allen drei Cricketformen den ersten Platz der Rangliste belegte. Zwei Jahre später spielte Südafrika eine Heim-Testserie gegen Australien, dessen Gewinner den ersten Platz in der Rangliste einnehmen sollte. Australien gewann die Testserie mit 2–1. Südafrika konnte jedoch später wieder den ersten Platz zurückholen. Am 20. März 2016 hatte Südafrika den dritten Platz in der Test-Rangliste inne.

### Gemischte Turnierverläufe und zweiter Titel

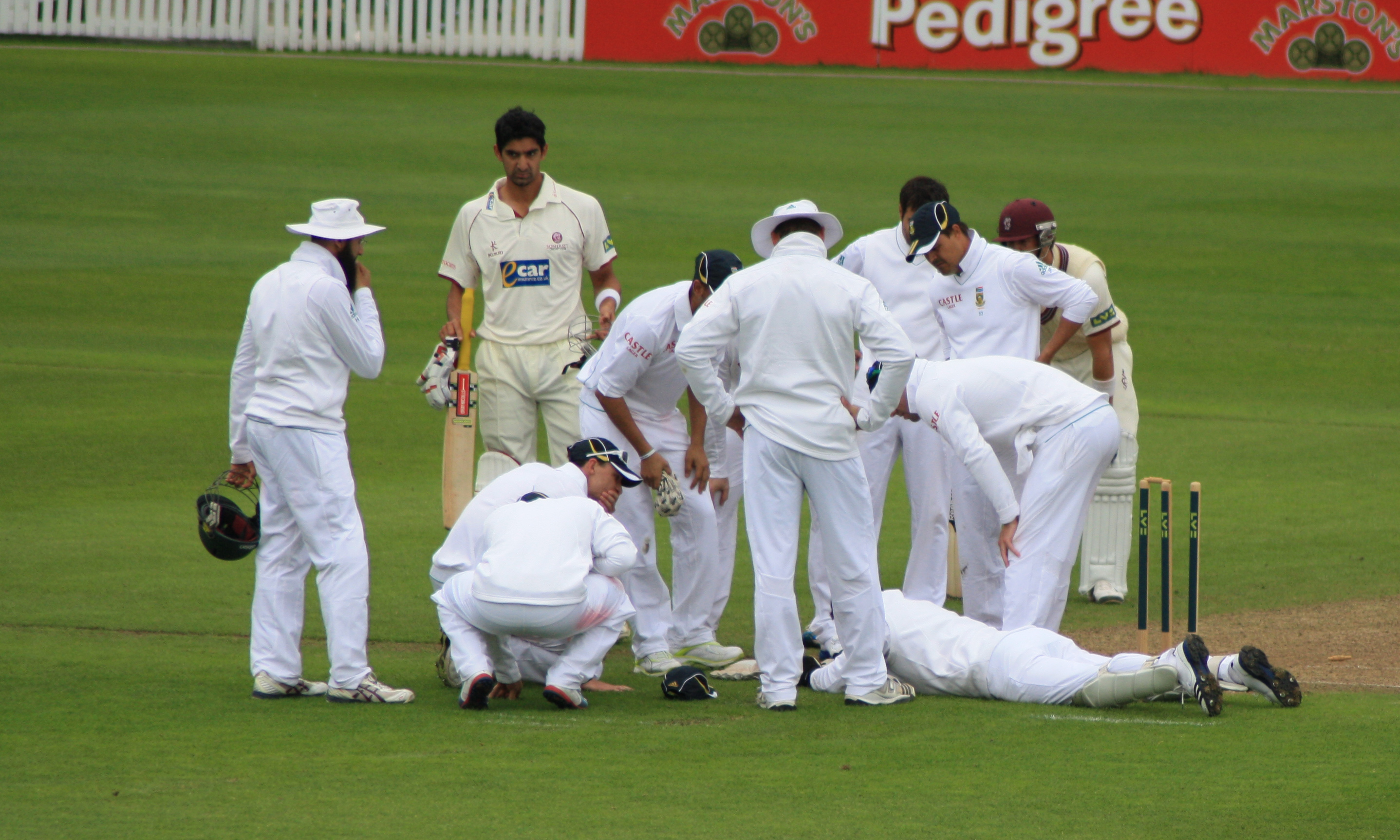
Die südafrikanische Mannschaft bei Mark Boucher, nachdem er von einem Bowl getroffen wurde

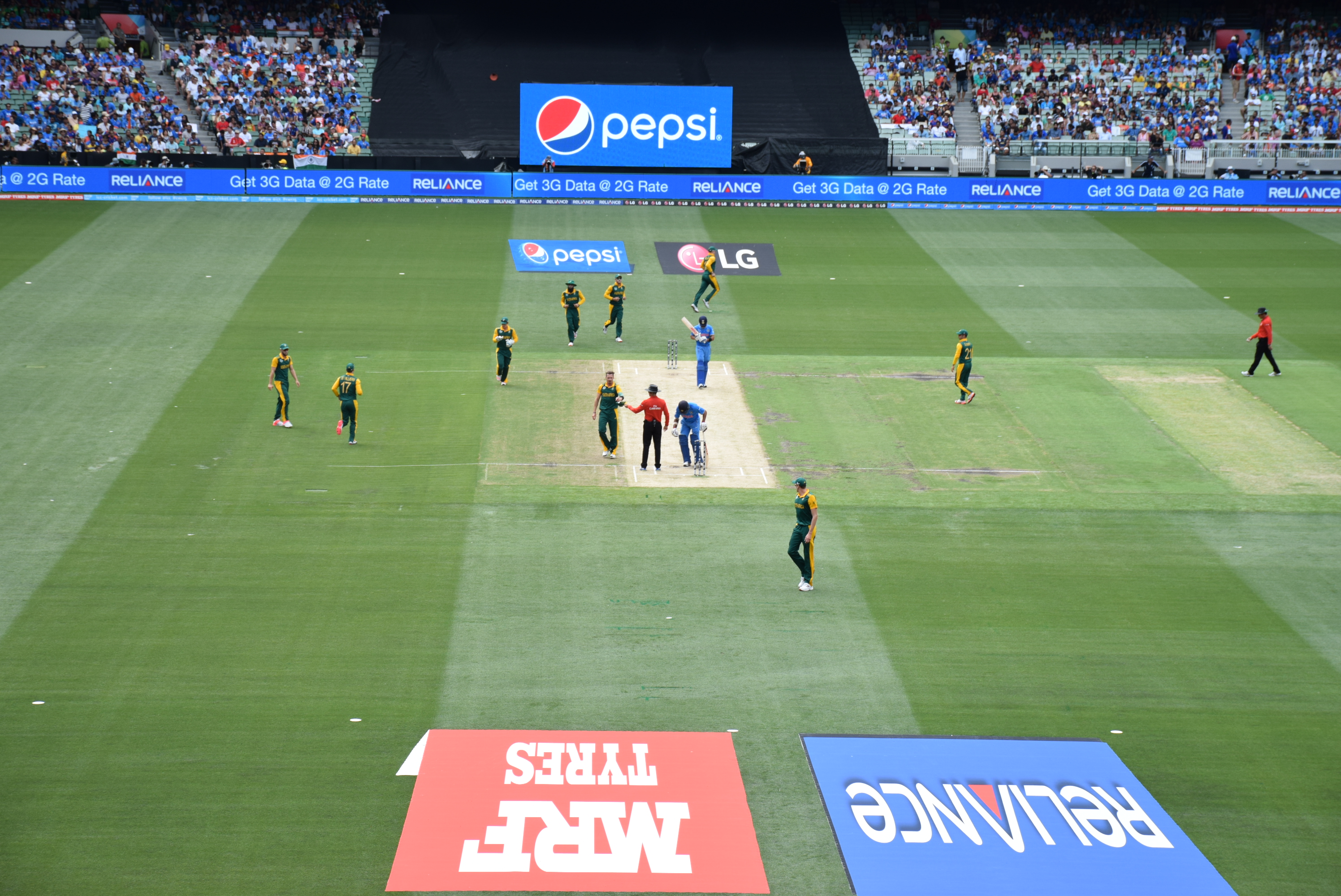
Spiel zwischen Indien und Südafrika in Melbourne bei der Weltmeisterschaft 2015

Während Südafrika das Test-Cricket dominierte, waren seine Ergebnisse im ODI- und T20I-Cricket weniger konsequent, und das Team war während der Vorbereitung auf die ICC World Twenty20 2014 in Bangladesch und der Weltmeisterschaft 2015 auf der Suche nach einer Erfolgsformel. Eine denkwürdige Niederlage in der ODI-Serie gegen Neuseeland im Januar 2013 und eine weitere Niederlage in der ODI-Serie gegen Sri Lanka zeigten die Problemzonen auf. Frühe Ausscheiden bei der ICC World Twenty20 2012 und der ICC Champions Trophy 2013 bestätigten Südafrikas Ruf als „chokers“ bei wichtigen Turnieren. In den späteren Jahren von Smiths Karriere teilte der Verband die Kapitänsämter in den kürzeren Cricket-Formen auf; ODI-Kapitän wurde AB de Villiers und T20I-Kapitän Faf du Plessis. Nach Smiths Rückzug wurde Hashim Amla Test-Kapitän und führte Südafrika in seinem ersten Test in Sri Lanka in Galle zum Sieg.
Selbst nach vielen Rückschlägen in ihrer Cricket-Geschichte ist Südafrikas Niederlage im Halbfinale der Weltmeisterschaft 2015 gegen Neuseeland, nach einem wegen Regens fast als Unentschieden gewerteten Spiel eine der knappsten. Nachdem Südafrika als Schlagmannschaft begonnen hatte, erzielte es dank Faf du Plessis, David Miller und Kapitän AB de Villiers ein Ergebnis von 281/5, was Neuseeland gemäß der Duckworth-Lewis-Stern Method ein Ziel von 298 Runs vorgab. Neuseeland erreichte das Ziel nach einer herausragenden run chase, die inspiriert war von ihrem Kapitän Brendon McCullum. Bester neuseeländischer Batter war jedoch Grant Elliott, der 84*, einschließlich eines Boundaries im vorletzten Bowling des damals besten Bowlers Dale Steyn erzielte. Dies brachte das Ausscheiden für Südafrika mit sich, das während des gesamten Turniers über herausragendes Cricket gespielt hatte. Nach der guten Weltmeisterschaft dominierte Südafrika das ODI-Cricket in bilateralen Serien und erreichte den ersten Platz in der ODI-Rangliste.
Der Ballmanipulationsskandal überschattete 2017/18 die Testserie zwischen Australien und Südafrika, nachdem Cameron Bancroft versucht hatte, eine Seite des Balles mit Schleifpapier zu bearbeiten. Sowohl der Kapitän Steve Smith, als auch der Vizekapitän David Warner, waren in der Planung involviert und Cricket Australia suspendierte alle drei mit bisher unbekannt langen Strafen.
Während der Weltmeisterschaft 2019 in England verlor Südafrika sein Eröffnungsspiel gegen den Gastgeber und späteren Weltmeister England, worauf Niederlagen gegen Bangladesch und Indien folgten. Das Spiel gegen die West Indies wurde nach Regen abgesagt und bezwang anschließend Afghanistan, verlor danach jedoch gegen Neuseeland und Pakistan. Insgesamt erzielte Südafrika in der Gruppenphase nur drei Siege und konnte sich nicht für die K.o.-Phase qualifizieren, das schlechteste Abschneiden bei einer Weltmeisterschaft seit dem Heimturnier 2003. Nach dem Ende des Turniers befand sich das südafrikanische Cricket auf dem Tiefpunkt und machte nach dem Rückzug mehrerer Schlüsselspieler wie Hashim Amla eine neue Transformation durch. Bei der südafrikanischen Indientour verlor es alle drei Tests gegen die Inder, die letzten beiden mit jeweils einem Innings und mehr als 100 Runs. Dies war Indiens erster whitewash gegen Südafrika. Letztmals hatte Südafrika 1935/36 gegen Australien nacheinander Tests mit einem Innings verloren. Die schwächelnde Leistung schlägt sich in der Statistik wider: Bis April 2021 verlor Südafrika unter Mark Boucher acht von elf Serien. Zusätzlich drohte der zuständige Minister für Sport, Kunst und Kultur, Nathi Mthethwa, damit, Cricket South Africa von seiner Aufsicht über die Cricket-Nationalmannschaften zu entbinden, da der Verband nicht bereit war, eine Gründungsurkunde anzunehmen, die den Weg für einen mehrheitlich unabhängigen Vorstand ebnen soll. Nachdem der Verband das Memorandum zur Gründung eines unabhängigen Rates einstimmig angenommen hatte, zog Mthethwa seine Intervention zurück, womit der Cricket-Betrieb in Südafrika wieder vollständig Cricket South Africa untersteht. Im Mai 2021 rutschten die Proteas erstmals auf den siebten Platz der Test-Weltrangliste ab.
In der Super 12 des T20 World Cup 2021 in Oman und den Vereinigten Arabischen Emiraten verlor Südafrika sein Eröffnungsspiel gegen Australien, den Proteas gelangen jedoch Siege in den anderen vier Spielen gegen die West Indies, Sri Lanka, Bangladesch und England. Aufgrund ihrer schlechteren Net Run Rate gegenüber Australien erreichten sie jedoch nicht das Halbfinale. In der Super 12 des T20 World Cup 2022 in Australien musste Südafrikas Eröffnungsspiel gegen Simbabwe aufgrund Regens nach wenigen Overs abgebrochen werden und endete ergebnislos. Danach besiegten die Proteas Bangladesch und Indien, wodurch sie mit ihrer guten Net Run Rate eine gute Chance auf das Halbfinale hatten, nach Niederlagen gegen Pakistan und den Niederlanden jedoch aus dem Turnier ausschieden. Die erste World Test Championship 2019–2021 schloss Südafrika auf dem fünften Platz ab und bei der zweiten World Test Championship 2021–2023 erreichte es den dritten Platz. Während des Cricket World Cup 2023 in Indien gewannen die Proteas gegen Sri Lanka, Australien, England, Bangladesch, Pakistan, Neuseeland und Afghanistan, unterlagen aber auch den Niederlanden und Indien. Damit erreichten sie Halbfinale, unterlagen jedoch Australien mit drei Wickets. Beim T20 World Cup 2024 in den West Indies und den Vereinigten Staaten blieben die Proteas bis zum Finale unbesiegt, womit Südafrika erstmals das Finale einer Weltmeisterschaft erreichte. Dort trafen sie auf das ebenfalls unbesiegte Indien und konnten bis ins letzte Over mithalten, unterlagen jedoch denkbar knapp mit sieben Runs. Bei der Champions Trophy 2025 erreichten die Proteas unbesiegt das Halbfinale, scheiterten dort jedoch an Neuseeland. Im Juni 2025 traf Südafrika im Finale der dritten World Test Championship 2023–2025 auf Australien und gewann mit fünf Wickets, womit die Proteas ihren zweiten internationalen Crickettitel gewannen.

## Organisation

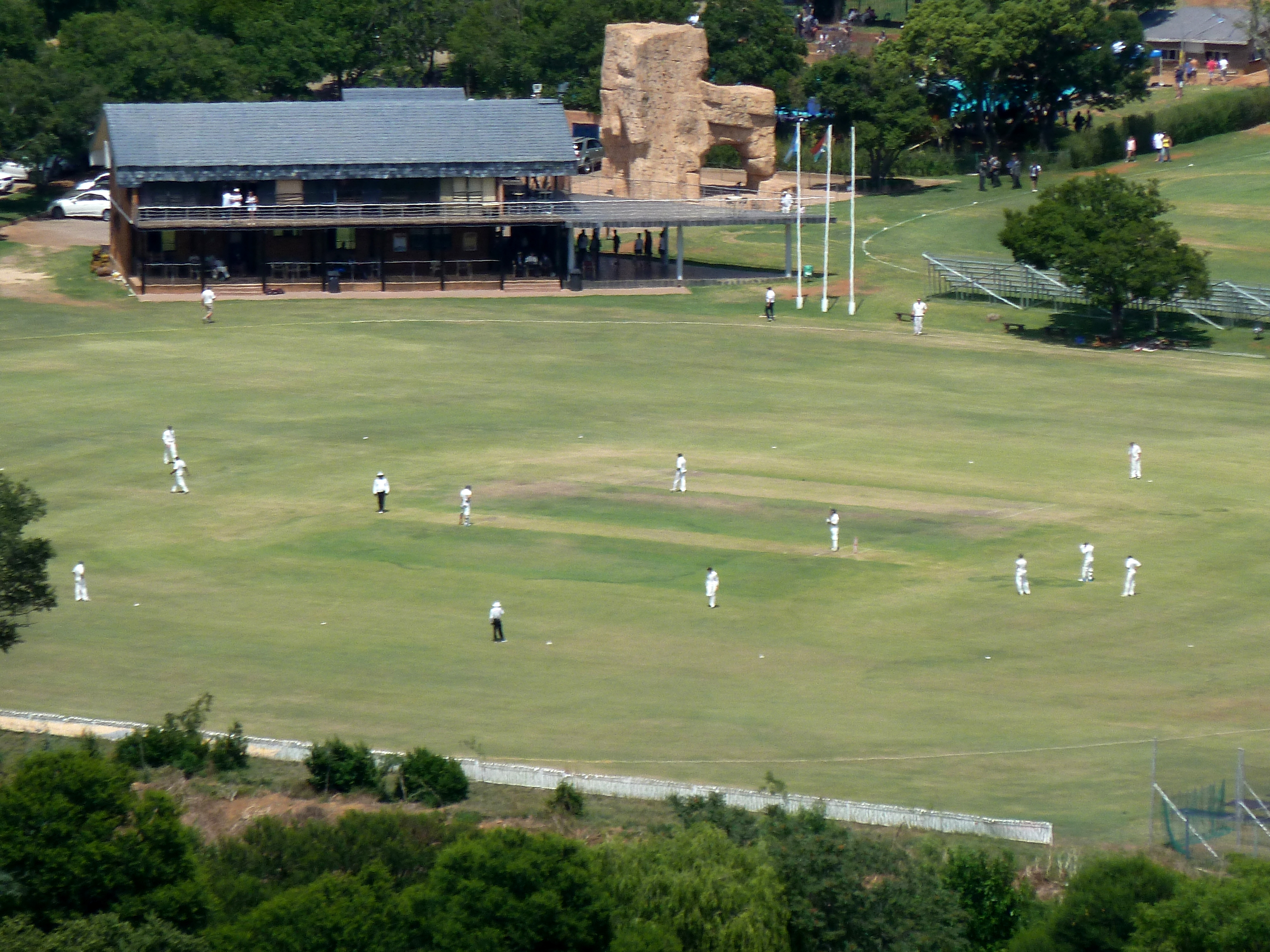
Cricketspiel beim St Alban’s College, Lynnwood Glen, Pretoria

Ab den 1880er Jahren wurde Cricket in Südafrika von Verbänden organisiert und ab den 1880er Jahren gab es getrennte Verbände für die südafrikanischen Bevölkerungsgruppen. Am 15. Juni 1909 gründete Südafrika zusammen mit Australien und England die Imperial Cricket Conference (heute International Cricket Council, ICC). Das United Cricket Board of South Africa entstand im Juni 1991 aus der Vereinigung des 1976 gegründeten South African Cricket Union mit dem South African Cricket Board, womit die ethnische Trennung im südafrikanischen Cricket beendet wurde. Cricket South Africa (CSA) wurde 2002 gegründet und bestand bis 2008 parallel zum 1991 gegründeten United Cricket Board of South Africa (UCB). Von 2002 bis 2008 war das United Cricket Board of South Africa verantwortlich für das Amateur-Cricket, während Cricket South Africa für das professionelle Cricket zuständig war; 2008 fusionierte das United Cricket Board of South Africa mit Cricket South Africa. Seitdem ist er verantwortlich für die Organisation des Cricket in Südafrika. Bereits 1991 wurde Südafrika wieder Vollmitglied im International Cricket Council (ICC). Der südafrikanische Verband war außerdem im Jahr 1997 Gründungsmitglied des Kontinentalverbandes Africa Cricket Association (ACA).
Cricket South Africa stellt die Südafrika vertretenden Cricket-Nationalmannschaften, einschließlich der für die Männer, Frauen und Jugend, zusammen. Er ist außerdem verantwortlich für die Durchführung von Test-, ODI- und T20I-Serien gegen andere Nationalmannschaften sowie die Organisation von Heimspielen und -turnieren. Neben der Aufstellung des Teams ist er verantwortlich für den Kartenverkauf, der Gewinnung von Sponsoren und der Vermarktung der Medienrechte.
Kinder und Jugendliche werden bereits in der Schule an den Cricketsport herangeführt und je nach Interesse und Talent beginnt dann die Ausbildung. Wie andere Cricket-Nationen verfügt Südafrika über eine U-19-Nationalmannschaft, die an der entsprechenden Weltmeisterschaft teilnimmt. Die zweite Nationalmannschaft Südafrikas bildet South Africa A, deren Spiele über First-Class- bzw. List-A-Status verfügen.

## Trikots und Spitzname

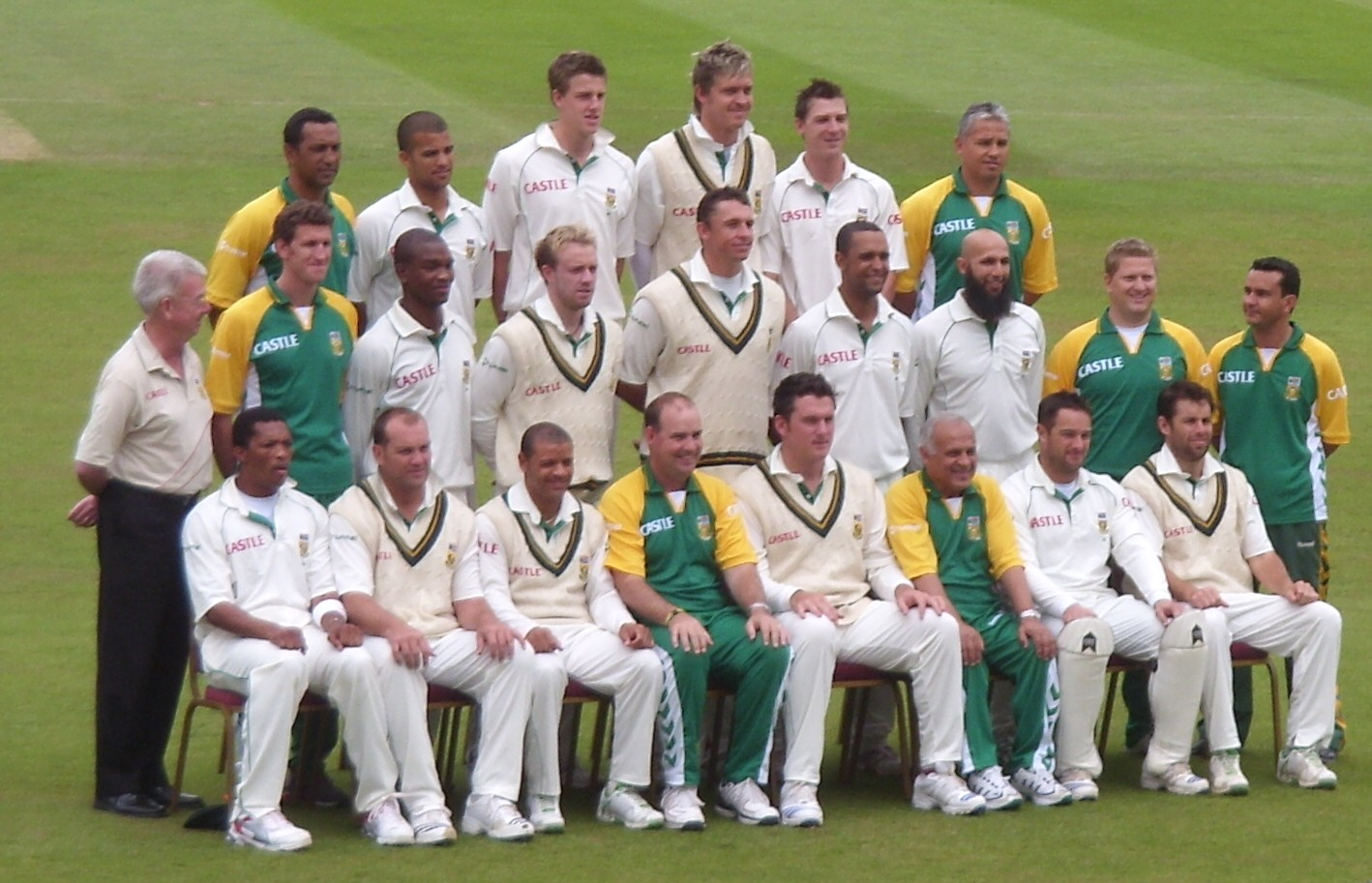
Südafrika im Londoner Oval im August 2008

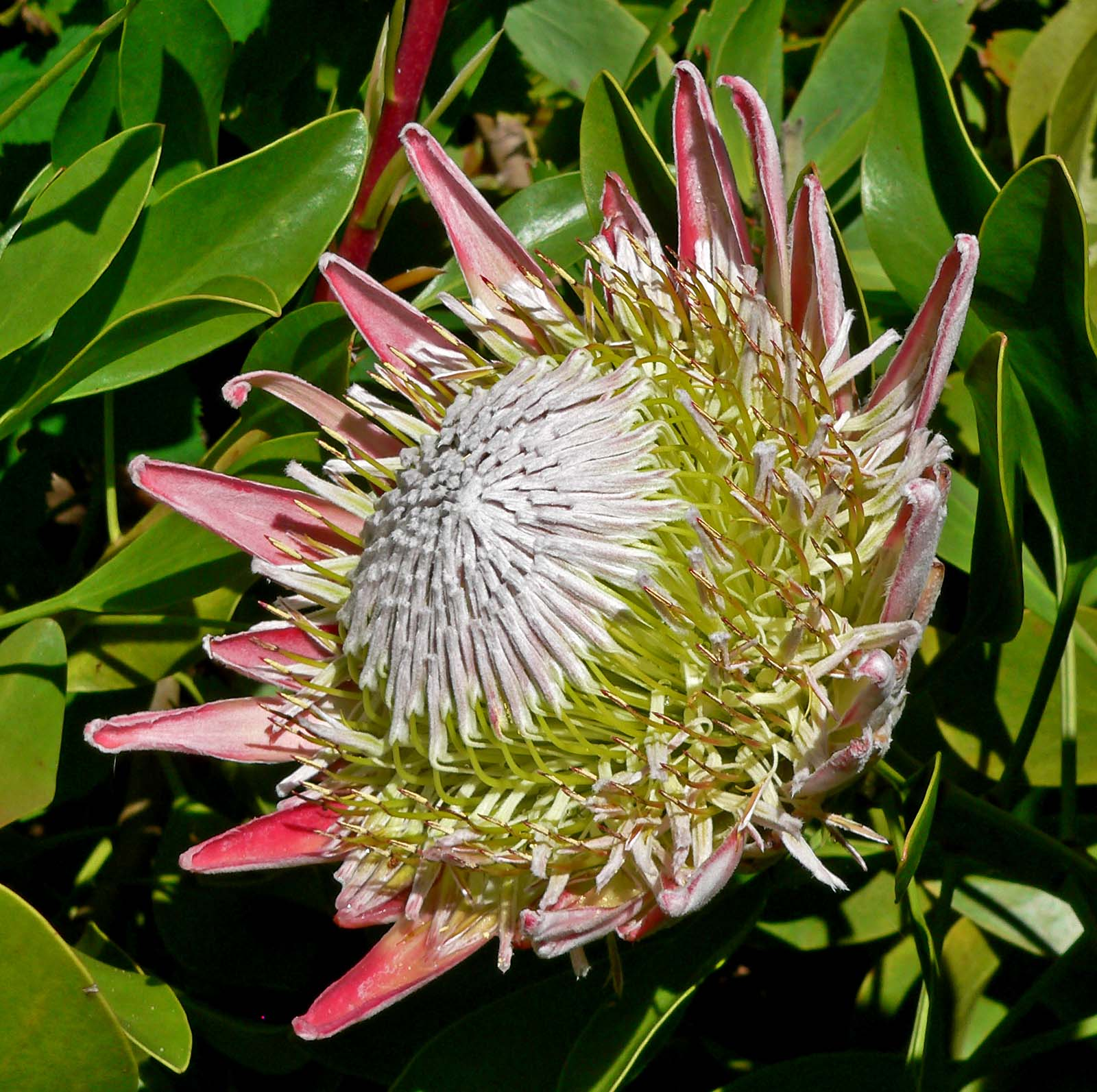
Die Königs-Protea, Symbol der südafrikanischen Cricket-Nationalmannschaft, der Proteas

Der Spitzname der südafrikanischen Cricket-Nationalmannschaft ist von der Königs-Protea (Protea cynaroides), der Nationalblume Südafrikas, entlehnt. Bis in die frühen 1990er Jahre hinein trug die südafrikanische Cricket-Nationalmannschaft, wie auch die südafrikanische Rugby-Union-Nationalmannschaft, den Spitznamen „Springboks“ und ihr Symbol war die Springbock-Antilope, während die Königs-Protea das Symbol der Auswahlmannschaft der südafrikanischen Universitäten war. Nach dem Sieg des ANC bei den Parlamentswahlen 1994 wurde der Spitzname der Mannschaft, im Gegensatz zu dem der Rugby-Union-Nationalmannschaft, in „Proteas“ abgeändert.
Seit 2023 ist Lotto Südafrikas Trikotausrüster und ersetzte Castore. Frühere Trikotausrüster waren ISC (1992–1996), Asics (1999), Admiral (2000–2003), Hummel (2004–2007), Adidas (2011–2015) und New Balance (2016–2021). Ehemalige Hauptsponsoren waren Standard Bank, Castle Lager und Amul.
Tests bestreitet die südafrikanische Cricket-Nationalmannschaft in ihren weißen Trikots mit der Königs-Protea und darüber der Flagge Südafrikas auf der linken Brust, dem Namen des Hauptsponsors Standard Bank auf der rechten Brust und dem Logo von New Balance auf dem rechten Ärmel. Südafrikas Feldspieler tragen einen grünen Hut oder weißen Sonnenhut mit der Königs-Protea auf der Stirnseite. Die Cricket-Helme sind ebenfalls in grün gehalten. Vor 1996 erschien auf den Helmen das Logo des früheren United Cricket Board of South Africa, bestehend aus einem Kreis mit einem Ball über einem Wicket in der Mitte und dem Schriftzug „UNITED CRICKET BOARD OF SOUTH AFRICA“ rundherum. Vor 1991 erschien auf den Hüten der Kopf eines Springboks mit der Aufschrift „S.A.C.B“ in gelben Buchstaben darunter (das zu „S.A.“ mit den Jahreszahlen der Tour, beispielsweise „S.A. 1982–83“ angepasst wurde).
In den kürzeren Cricketformen erscheint auf den südafrikanischen ODI- und T20I-Trikots die Königs-Protea und die Flagge Südafrikas auf der linken Brust, Standard Bank auf der rechten Seite und New Balance auf dem rechten Ärmel. In ODIs besteht das Trikot aus einem grünen Hemd mit gelben Elementen und dunkelgrünen stilisierten Proteablättern und grünen Hosen, während das T20I-Trikot aus einem grünen Hemd mit einem gelben Gradienten und dem Logo von Oxigen auf der Vorderseite und grünen Hosen. In beiden Cricketformen tragen die Feldspieler einen grünen Hut mit weißen Paspeln und einer gelben Linie auf dem Visier, bzw. einen grünen Sonnenhut mit der Königs-Protea auf der Stirnseite. Bei internationalen Turnieren in den kürzeren Cricketformen trägt man ein Trikot in einem anderen Design mit Sponsorenlogos auf den Ärmeln und dem Schriftzug South Africa auf der Vorderseite. Gelb/gold und grün sind die nationalen Sportfarben Südafrikas und finden sich auch auf der Flagge des Landes.
Seit 2016 bestreitet Südafrika einige Spiele in pinken Trikots, um das Bewusstsein für Brustkrebs zu schärfen.

## Trikotausrüster und -sponsoren
Seit der Wiederzulassung von Südafrika am internationalen Sportgeschehen 1992 traten die folgenden Trikotausrüster und -sponsoren in Erscheinung:
| Zeitraum               | Ausrüster   | Sponsor            |
| ---------------------- | ----------- | ------------------ |
| 1992–1996              | ISC         | –                  |
| 1997–2001              | Adidas      | Castle             |
| Cricket World Cup 1999 | Asics       | Standard Bank      |
| 2001–2005              | Admiral     | Castle             |
| 2005–2008              | Hummel      | Castle             |
| 2005–2008              | Hummel      | Standard Bank      |
| 2008–2011              | Reebok      | Castle             |
| 2011–2015              | Adidas      | Standard Bank      |
| 2011–2015              | Adidas      | Castle             |
| 2016–2021              | New Balance | Standard Bank      |
| 2021–2023              | Castore     | –                  |
| Cricket World Cup 2023 | Lotto       | Amul               |
| seit 2023              | Lotto       | Royal Green Sprits |

## Stadien
Südafrika verfügt über kein offizielles Heimstadion für seine Nationalmannschaft, sondern bestreitet seine Heimspiele in verschiedenen Stadien Südafrikas. Südafrika bestritt seinen ersten Test 1889 gegen England im St George’s Park, Port Elizabeth.
Südafrikas traditionelle Cricketspiele an Feiertagen sind der Boxing Day Test am zweiten Weihnachtsfeiertag im Kingsmead in Durban oder im SuperSport Park in Centurion und der New Year’s Test zu Neujahr im Kapstädter Newlands.
Die südafrikanische Mannschaft hat bisher auf heimischen Boden elf Stadien für die Austragung von Testspielen verwendet:
| Nr. | Stadion          | Stadt          | Erstnutzung       |
| --- | ---------------- | -------------- | ----------------- |
| 1   | St George’s Park | Port Elizabeth | 12. März 1889     |
| 2   | Newlands         | Kapstadt       | 25. März 1889     |
| 3   | Old Wanderers    | Johannesburg   | 2. März 1896      |
| 4   | Lord’s           | Durban         | 21. Januar 1910   |
| 5   | Kingsmead        | Durban         | 18. Januar 1923   |
| 6   | Ellis Park       | Johannesburg   | 27. Dezember 1948 |
| 7   | The Wanderers    | Johannesburg   | 24. Dezember 1956 |
| 8   | SuperSport Park  | Centurion      | 16. November 1995 |
| 9   | Chevrolet Park   | Bloemfontein   | 29. Oktober 1999  |
| 10  | Buffalo Park     | East London    | 18. Oktober 2002  |
| 11  | Senwes Park      | Potchefstroom  | 25. Oktober 2002  |

## Internationale Touren
Südafrika bestreitet seit seinem Vollmitgliedsstatus im ICC bilaterale Touren gegen die anderen Vollmitglieder und weiterer Mitglieder des ICC mit ODI- und T20I-Status. Ebenso empfängt man daheim durch Südafrika tourende Nationalteams. Im heimischen Sommer ist man entweder Gastgeber oder tourt durch andere Cricket-Nationen der Südhemisphäre und im heimischen Winter tourt man durch die Cricket-Nationen der Nordhemisphäre. Dabei spielt Südafrika im Test Cricket seit 1998 gegen die West Indies um die Sir Vivian Richards Trophy, seit 2004/05 gegen England um die Basil D’Oliveira Trophy, seit 2015/16 gegen Indien um die Freedom Trophy und seit 2023/24 gegen Neuseeland um die Tangiwai Shield.

## Spieler

### Bekannte Spieler

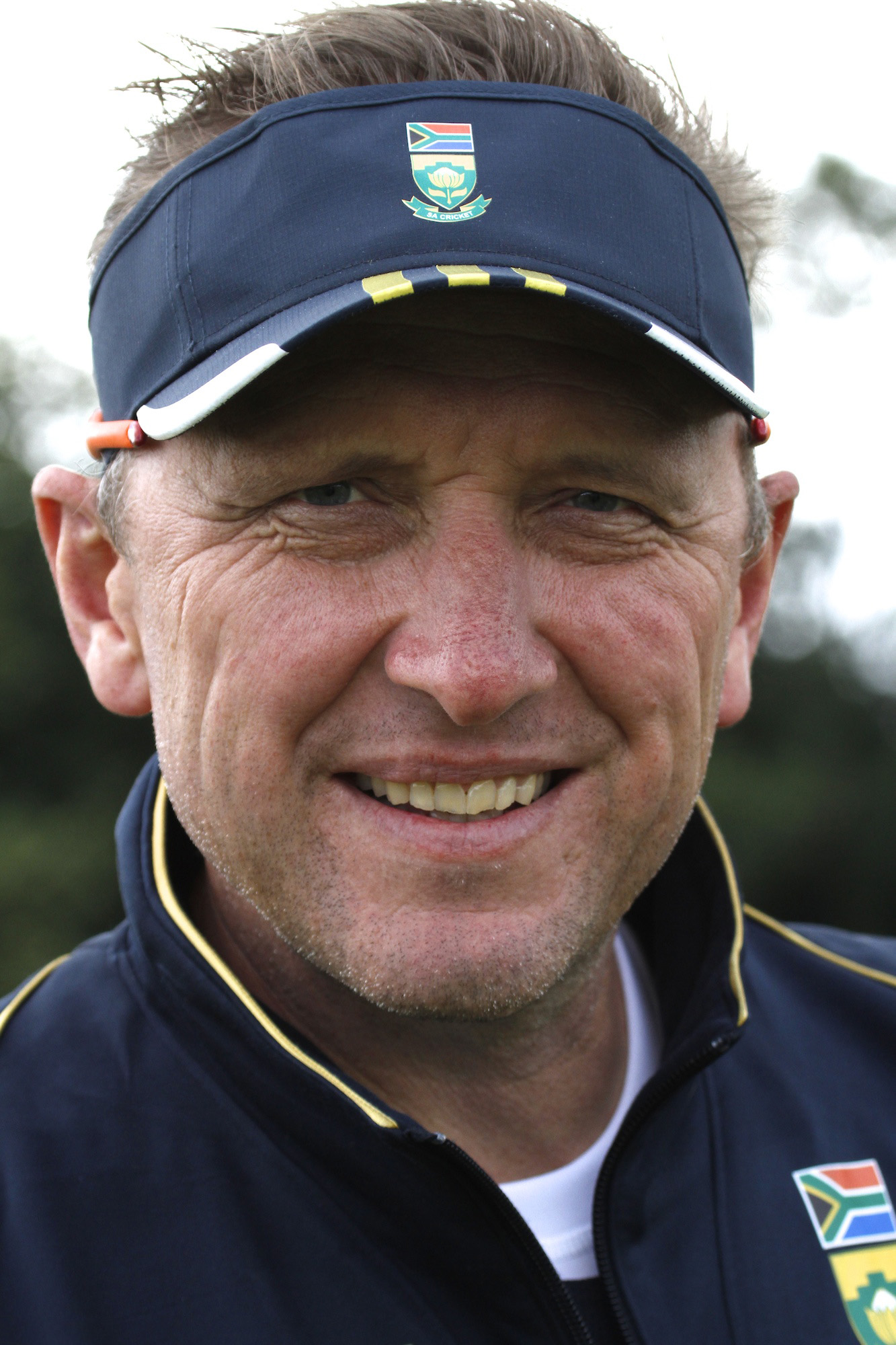
Allan Donald (2013)

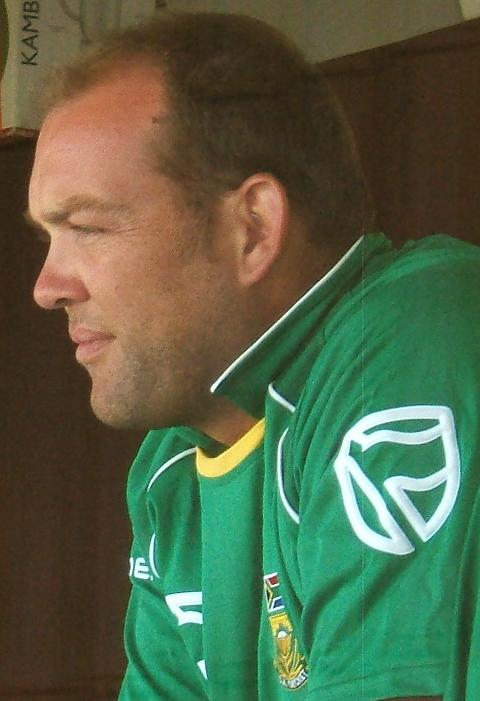
Jacques Kallis (2009)

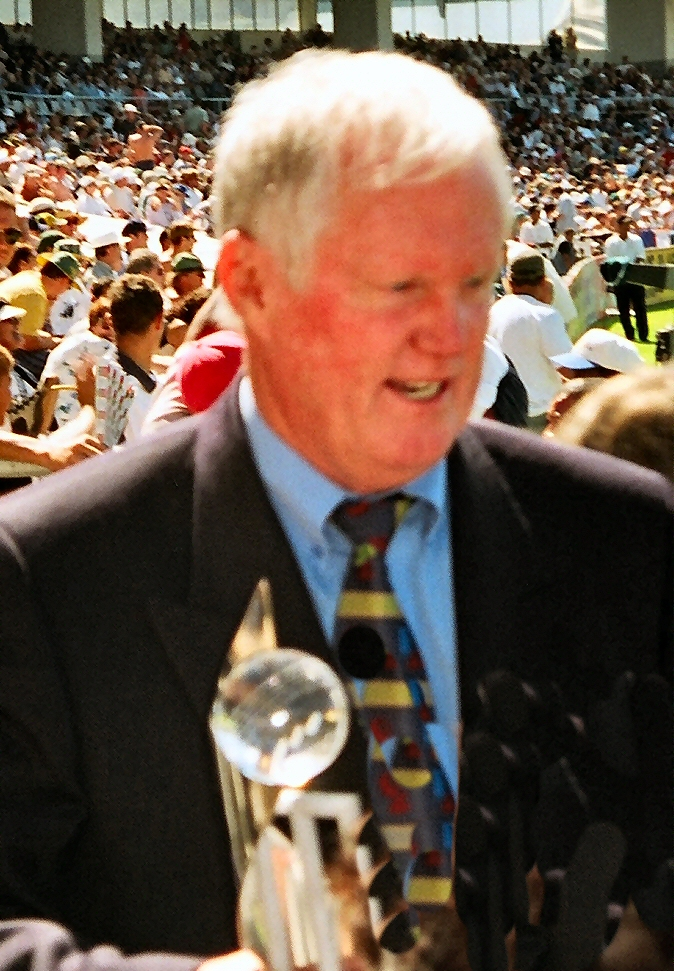
Graeme Pollock (2000)

Neun ehemalige südafrikanische Spieler wurden aufgrund ihrer herausragenden Leistungen in die ICC Cricket Hall of Fame aufgenommen:
| Spieler         | Position             | Aufnahme |
| --------------- | -------------------- | -------- |
| Hashim Amla     | Batter               | 2025     |
| AB de Villiers  | Wicket-Keeper-Batter | 2024     |
| Allan Donald    | Bowler               | 2019     |
| Aubrey Faulkner | All-rounder          | 2021     |
| Jacques Kallis  | All-rounder          | 2020     |
| Graeme Pollock  | Batter               | 2009     |
| Shaun Pollock   | All-rounder          | 2021     |
| Barry Richards  | Batter               | 2009     |
| Graeme Smith    | Batter               | 2025     |

### Spielerstatistiken
Insgesamt haben für Südafrika 369 Spieler Tests, 152 Spieler ODIs und 107 Spieler T20Is gespielt. Im Folgenden sind die Spieler aufgeführt, die für die südafrikanische Mannschaft die meisten Runs und Wickets erzielt haben.

#### Runs
| Test                 | Test                 | Test                 | Test                 | ODI                  | ODI                  | ODI                  | ODI                  | T20I                 | T20I                 | T20I                 | T20I                 |
| Spieler              | Zeitraum             | Tests                | Runs                 | Spieler              | Zeitraum             | ODIs                 | Runs                 | Spieler              | Zeitraum             | T20Is                | Runs                 |
| -------------------- | -------------------- | -------------------- | -------------------- | -------------------- | -------------------- | -------------------- | -------------------- | -------------------- | -------------------- | -------------------- | -------------------- |
| Jacques Kallis       | 1995–2013            | 165                  | 13.206               | Jacques Kallis       | 1996–2014            | 323                  | 11.550               | Quinton de Kock      | 2012–2024            | 092                  | 2.584                |
| Hashim Amla          | 2004–2019            | 124                  | 09.282               | AB de Villiers       | 2005–2018            | 223                  | 09.427               | David Miller         | 2010–heute           | 127                  | 2.550                |
| Graeme Smith         | 2002–2014            | 116                  | 09.253               | Hashim Amla          | 2008–2019            | 181                  | 08.113               | Reeza Hendricks      | 2014–heute           | 078                  | 2.271                |
| AB de Villiers       | 2014–2018            | 114                  | 08.765               | Herschelle Gibbs     | 1996–2010            | 248                  | 08.094               | JP Duminy            | 2007–2019            | 081                  | 1.934                |
| Gary Kirsten         | 1993–2004            | 101                  | 07.289               | Graeme Smith         | 2002–2013            | 196                  | 06.989               | AB de Villiers       | 2006–2017            | 078                  | 1.672                |
| Stand: 15. Juni 2025 | Stand: 15. Juni 2025 | Stand: 15. Juni 2025 | Stand: 15. Juni 2025 | Stand: 15. Juni 2025 | Stand: 15. Juni 2025 | Stand: 15. Juni 2025 | Stand: 15. Juni 2025 | Stand: 15. Juni 2025 | Stand: 15. Juni 2025 | Stand: 15. Juni 2025 | Stand: 15. Juni 2025 |

#### Wickets
| Test                 | Test                 | Test                 | Test                 | ODI                  | ODI                  | ODI                  | ODI                  | T20I                 | T20I                 | T20I                 | T20I                 |
| Spieler              | Zeitraum             | Tests                | Wickets              | Spieler              | Zeitraum             | ODIs                 | Wickets              | Spieler              | Zeitraum             | T20Is                | Wickets              |
| -------------------- | -------------------- | -------------------- | -------------------- | -------------------- | -------------------- | -------------------- | -------------------- | -------------------- | -------------------- | -------------------- | -------------------- |
| Dale Steyn           | 2004–2019            | 093                  | 439                  | Shaun Pollock        | 1996–2008            | 294                  | 387                  | Tabraiz Shamsi       | 2017–heute           | 70                   | 89                   |
| Shaun Pollock        | 1995–2008            | 108                  | 421                  | Allan Donald         | 1991–2003            | 164                  | 272                  | Kagiso Rabada        | 2014–heute           | 65                   | 71                   |
| Makhaya Ntini        | 1998–2009            | 101                  | 390                  | Jacques Kallis       | 1996–2014            | 323                  | 269                  | Dale Steyn           | 2007–2020            | 47                   | 64                   |
| Kagiso Rabada        | 2015–heute           | 071                  | 336                  | Makhaya Ntini        | 1998–2009            | 172                  | 265                  | Lungi Ngidi          | 2017–heute           | 43                   | 63                   |
| Allan Donald         | 1992–2002            | 072                  | 330                  | Dale Steyn           | 2006–2019            | 123                  | 194                  | Imran Tahir          | 2013–2019            | 35                   | 61                   |
| Stand: 15. Juni 2025 | Stand: 15. Juni 2025 | Stand: 15. Juni 2025 | Stand: 15. Juni 2025 | Stand: 15. Juni 2025 | Stand: 15. Juni 2025 | Stand: 15. Juni 2025 | Stand: 15. Juni 2025 | Stand: 15. Juni 2025 | Stand: 15. Juni 2025 | Stand: 15. Juni 2025 | Stand: 15. Juni 2025 |

### Mannschaftskapitäne
Bisher haben insgesamt 40 Spieler als Kapitän für Südafrika bei einem Testmatch fungiert, 19 für ein ODI und 17 für ein T20I.
| Test | Test                 | Test       | ODI                   | ODI        | T20I                  | T20I       |
| Nr.  | Name                 | Zeitraum   | Name                  | Zeitraum   | Name                  | Zeitraum   |
| ---- | -------------------- | ---------- | --------------------- | ---------- | --------------------- | ---------- |
| 1    | Owen Dunell          | 1889       | Clive Rice            | 1991       | Graeme Smith          | 2005–2010  |
| 2    | William Milton       | 1889–1892  | Kepler Wessels        | 1992–1994  | Shaun Pollock         | 2007       |
| 3    | Barberton Halliwell  | 1896–1902  | Hansie Cronje         | 1994–2000  | Johan Botha           | 2008–2012  |
| 4    | Alfred Richards      | 1896       | Shaun Pollock         | 2000–2005  | Hashim Amla           | 2011       |
| 5    | Murray Bisset        | 1899       | Graeme Smith          | 2003–2011  | AB de Villiers        | 2012–2017  |
| 6    | Henry Taberer        | 1902       | Mark Boucher          | 2003       | Faf du Plessis        | 2012–2019  |
| 7    | James Henry Anderson | 1902       | Nicky Boje            | 2005       | JP Duminy             | 2014–2019  |
| 8    | Percy Sherwell       | 1906–1911  | Jacques Kallis        | 2006–2010  | Justin Ontong         | 2015       |
| 9    | Sibley John Snooke   | 1910       | Johan Botha           | 2008–2010  | Farhaan Behardien     | 2017       |
| 10   | Frank Mitchell       | 1912       | Hashim Amla           | 2011–2015  | David Miller          | 2019–2022  |
| 11   | Louis Tancred        | 1912       | AB de Villiers        | 2012–2017  | Quinton de Kock       | 2019–2020  |
| 12   | Herbert Taylor       | 1913–1924  | Faf du Plessis        | 2013–2019  | Heinrich Klaasen      | 2021–2024  |
| 13   | Hubert Deane         | 1927–1931  | Aiden Markram         | 2018–2024  | Temba Bavuma          | 2021–2022  |
| 14   | Eiulf Peter Nupen    | 1930       | Quinton de Kock       | 2018–2020  | Keshav Maharaj        | 2021–2022  |
| 15   | Horace Cameron       | 1931–1932  | JP Duminy             | 2018       | Aiden Markram         | 2023–heute |
| 16   | Herbert Wade         | 1935–1936  | Temba Bavuma          | 2021–heute | Rassie van der Dussen | 2024       |
| 17   | Alan Melville        | 1938–1947  | Keshav Maharaj        | 2021–2022  |                       |            |
| 18   | Arthur Nourse        | 1948–1951  | David Miller          | 2022       |                       |            |
| 19   | Jack Cheetham        | 1952–1955  | Rassie van der Dussen | 2024       |                       |            |
| 20   | Derrick McGlew       | 1955–1962  |                       |            |                       |            |
| 21   | Clive van Ryneveld   | 1956–1958  |                       |            |                       |            |
| 22   | Trevor Goddard       | 1963–1965  |                       |            |                       |            |
| 23   | Peter van der Merwe  | 1965–1967  |                       |            |                       |            |
| 24   | Aron Bacher          | 1970       |                       |            |                       |            |
| 25   | Kepler Wessels       | 1992–1994  |                       |            |                       |            |
| 26   | Hansie Cronje        | 1994–2000  |                       |            |                       |            |
| 27   | Gary Kirsten         | 1998       |                       |            |                       |            |
| 28   | Shaun Pollock        | 2000–2003  |                       |            |                       |            |
| 29   | Mark Boucher         | 2002       |                       |            |                       |            |
| 30   | Graeme Smith         | 2003–2014  |                       |            |                       |            |
| 31   | Jacques Kallis       | 2006–2009  |                       |            |                       |            |
| 32   | Ashwell Prince       | 2006       |                       |            |                       |            |
| 33   | Hashim Amla          | 2014–2016  |                       |            |                       |            |
| 34   | AB de Villiers       | 2016–2017  |                       |            |                       |            |
| 35   | Faf du Plessis       | 2016–2020  |                       |            |                       |            |
| 36   | Dean Elgar           | 2017–2023  |                       |            |                       |            |
| 37   | Quinton de Kock      | 2020–2021  |                       |            |                       |            |
| 38   | Temba Bavuma         | 2023–heute |                       |            |                       |            |
| 39   | Neil Brand           | 2024       |                       |            |                       |            |
| 40   | Aiden Markram        | 2024       |                       |            |                       |            |

## Bilanz
Die Mannschaft hat die folgenden Bilanzen gegen die anderen Vollmitglieder des ICC im Test-, ODI- und T20I-Cricket (Stand: 15. Juni 2025).
| Gegner      | Tests | Tests | Tests | Tests | Tests | ODIs | ODIs | ODIs | ODIs | ODIs | T20Is | T20Is | T20Is | T20Is | T20Is |
| Gegner      | Sp.   | S     | U     | N     | R     | Sp.  | S    | U    | N    | NR   | Sp.   | S     | U     | N     | NR    |
| ----------- | ----- | ----- | ----- | ----- | ----- | ---- | ---- | ---- | ---- | ---- | ----- | ----- | ----- | ----- | ----- |
| Afghanistan | 0     | 0     | 0     | 0     | 0     | 6    | 4    | 0    | 2    | 0    | 3     | 3     | 0     | 0     | 0     |
| Australien  | 102   | 27    | 0     | 54    | 21    | 110  | 55   | 3    | 51   | 1    | 25    | 8     | 0     | 17    | 0     |
| Bangladesch | 16    | 14    | 0     | 0     | 2     | 25   | 19   | 0    | 6    | 0    | 9     | 9     | 0     | 0     | 0     |
| England     | 156   | 35    | 0     | 66    | 55    | 71   | 35   | 1    | 30   | 5    | 26    | 13    | 0     | 12    | 1     |
| Indien      | 44    | 18    | 0     | 16    | 10    | 94   | 51   | 0    | 40   | 3    | 31    | 12    | 0     | 18    | 1     |
| Irland      | 0     | 0     | 0     | 0     | 0     | 11   | 8    | 0    | 2    | 1    | 7     | 6     | 0     | 1     | 0     |
| Neuseeland  | 49    | 26    | 0     | 7     | 16    | 74   | 42   | 0    | 27   | 5    | 15    | 11    | 0     | 4     | 0     |
| Pakistan    | 30    | 17    | 0     | 6     | 7     | 87   | 52   | 0    | 34   | 1    | 24    | 12    | 0     | 12    | 0     |
| Simbabwe    | 9     | 8     | 0     | 0     | 1     | 41   | 38   | 0    | 2    | 1    | 6     | 5     | 0     | 0     | 1     |
| Sri Lanka   | 33    | 18    | 0     | 9     | 6     | 81   | 46   | 1    | 33   | 1    | 18    | 12    | 1     | 5     | 0     |
| West Indies | 34    | 23    | 0     | 3     | 8     | 64   | 45   | 1    | 16   | 2    | 26    | 12    | 0     | 14    | 0     |

## Internationale Turniere

### World Test Championship
- 2019–2021: 5. Platz
- 2021–2023: 3. Platz
- 2023–2025: Sieger
- 2025–2027: qualifiziert

### Cricket World Cup
- 1975: Nicht startberechtigt
- 1979: Nicht startberechtigt
- 1983: Nicht startberechtigt
- 1987: Nicht startberechtigt
- 1992: Halbfinale
- 1996: Viertelfinale
- 1999: Halbfinale
- 2003: Vorrunde
- 2007: Halbfinale
- 2011: Viertelfinale
- 2015: Halbfinale
- 2019: Vorrunde
- 2023: Halbfinale
- 2027: qualifiziert
- 2031: noch ausstehend

### Champions Trophy
- 1998: Sieger
- 2000: Halbfinale
- 2002: Halbfinale
- 2004: Vorrunde
- 2006: Halbfinale
- 2009: Vorrunde
- 2013: Halbfinale
- 2017: Vorrunde
- 2025: Halbfinale
- 2029: noch ausstehend

### T20 World Cup
- 2007: Super 8
- 2009: Halbfinale
- 2010: Super 8
- 2012: Super 8
- 2014: Halbfinale
- 2016: Super 10
- 2021: Super 12
- 2022: Super 12
- 2024: 2. Platz
- 2026: qualifiziert
- 2028: noch ausstehend
- 2030: noch ausstehend